# Liste der Biografien/Low
Liste der Biografien |
Portal Biografien |
Personensuche
# |
A |
B |
C |
D |
E |
F |
G |
H |
I |
J |
K |
L |
M |
N |
O |
P |
Q |
R |
S |
T |
U |
V |
W |
X |
Y |
Z |
?
 
La |
Lb |
Lc |
Le |
Lg |
Lh |
Li |
Lj |
Ll |
Lm |
Lo |
Lp |
Lt |
Lu |
Lv |
Lw |
Lx |
Ly |
Lz
 
Loa |
Lob |
Loc |
Lod |
Loe |
Lof |
Log |
Loh |
Loi |
Loj |
Lok |
Lol |
Lom |
Lon |
Loo |
Lop |
Loq |
Lor |
Los |
Lot |
Lou |
Lov |
Low |
Loy |
Loz
Die Liste der Biografien führt alle Personen auf, die in der deutschsprachigen Wikipedia einen Artikel haben. Dieses ist eine Teilliste mit 613 Einträgen von Personen, deren Namen mit den Buchstaben „Low“ beginnt.

## Low
- Low Deep T, englischer House-Produzent und Sänger
- Low Thia Khiang (* 1956), singapurischer Politiker
- Löw von und zu Steinfurth, Erwin (1841–1914), deutscher und Politiker, hessischer Kammerherr, Landrat, MdR
- Löw von und zu Steinfurth, Ludwig (1803–1868), deutscher Hochschullehrer, Nassauischer Richter und Abgeordneter
- Löw von und zu Steinfurth, Ludwig (1875–1939), deutscher Dozent für Kraftwagen an der Technischen Hochschule Darmstadt
- Löw zu Steinfurth, August von (1819–1890), Landtagsabgeordneter Großherzogtum Hessen
- Löw zu Steinfurth, Wilhelm von (1805–1873), Landtagsabgeordneter Großherzogtum Hessen
- Low, Adolphe (1915–2012), deutscher Interbrigadist im Spanischen Bürgerkrieg und Widerstandskämpfer der Résistance
- Low, Albert Peter (1861–1942), kanadischer Geologe
- Löw, Alexander (1975–2017), deutscher Geograph und Hochschullehrer
- Low, Alice (1877–1954), schottisch-britische Frauenrechtlerin und Frauenwahlrechtsaktivistin
- Löw, Andrea (* 1973), deutsche Zeithistorikerin
- Löw, Andreas (* 1982), deutscher Sportschütze
- Löw, Anton (1847–1907), Mediziner, Sanatoriumsgründer, Wohlfahrts-Förderer sowie Kunstsammler
- Low, Antonia (* 1972), britisch-deutsche Konzeptkünstlerin
- Low, Archibald (1888–1956), englischer Ingenieur
- Löw, Ascher (1754–1837), Oberlandrabbiner in Baden und Talmudist
- Low, Barbara (1874–1955), britische Psychoanalytikerin
- Low, Barbara Wharton (1920–2019), britisch-amerikanische Biochemikerin und Biophysikerin
- Löw, Benjamin Wolf (1773–1851), polnisch-ungarischer Rabbiner und Talmudist
- Low, Brian B. (1937–2015), britischer Diplomat
- Low, Bruce (1913–1990), niederländischer Schlager- und GospelsängerBruce Low (1913–1990)

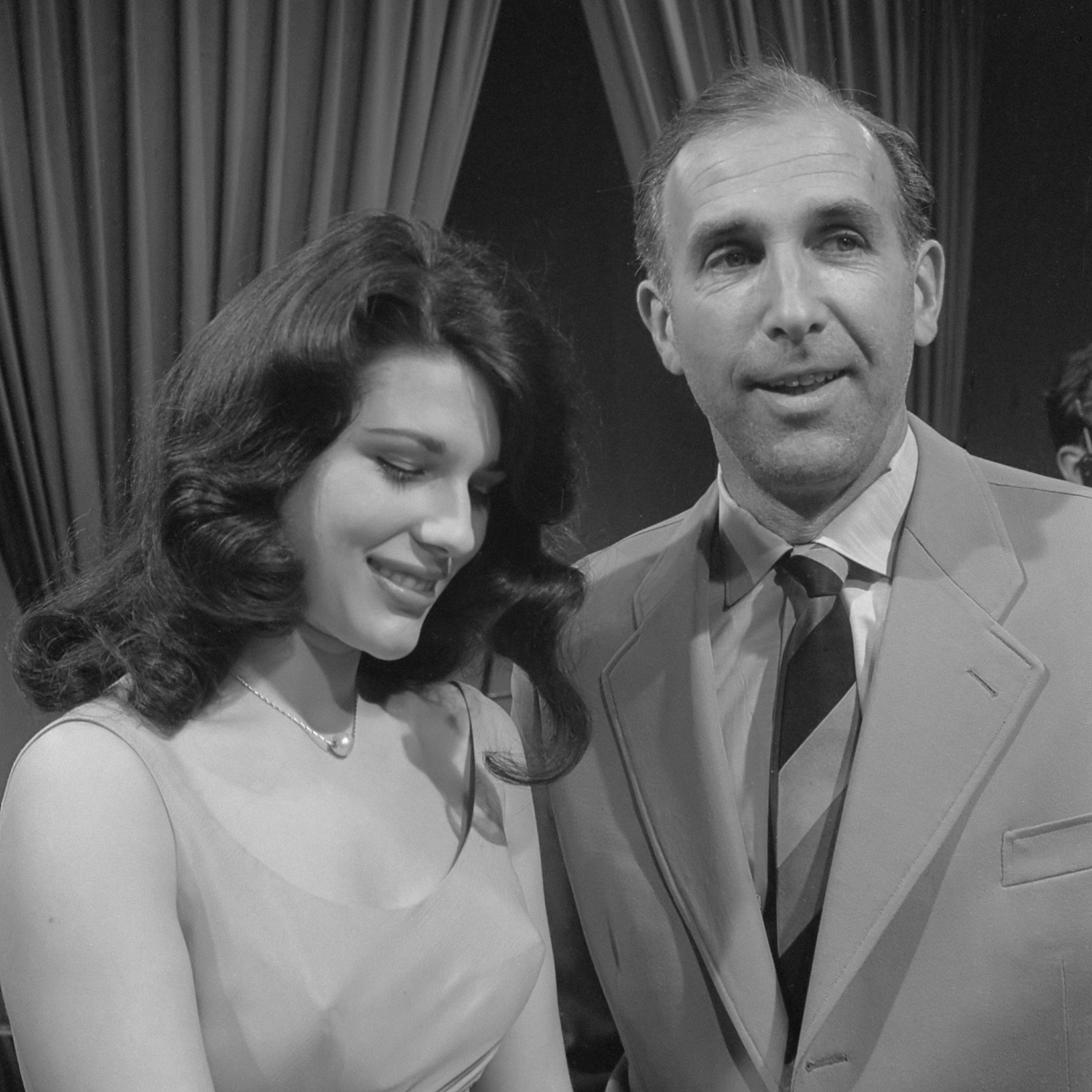
Bruce Low (1913–1990)

- Löw, Christian Friedrich (1778–1843), deutscher Kommunalpolitiker
- Low, Chuck († 2017), US-amerikanischer Schauspieler
- Low, Colin (1926–2016), kanadischer Filmregisseur, Filmproduzent und Animator
- Low, Colin, Baron Low of Dalston (* 1942), britischer Politiker, Life Peer, Hochschullehrer und Jurist
- Low, David (1891–1963), britischer politischer Karikaturist, Cartoonist und Illustrator
- Löw, Dominik (1863–1931), österreichischer Politiker (SdP), Abgeordneter zum Nationalrat
- Low, Edward (1690–1724), englischer Piratenkapitän
- Löw, Eleasar (1758–1837), Rabbiner und Talmudgelehrter
- Löw, Emanuel (1834–1908), Politiker des Schweizer Kantons Basel-Landschaft
- Löw, Emil (* 1892), deutscher Politiker (NSDAP), MdL Bayern
- Low, Evan (* 1983), US-amerikanischer Politiker der Demokratischen Partei
- Low, Francis (1921–2007), US-amerikanischer Physiker
- Low, Frank James (1933–2009), US-amerikanischer Physiker und Astronom
- Löw, Franzi (1916–1997), österreichische Widerstandskämpferin
- Low, Frederick (1828–1894), US-amerikanischer Politiker
- Löw, Fritzi (1892–1975), österreichische Designerin und Mitarbeiterin der Wiener Werkstätte
- Low, Gareth (* 1997), singapurischer Fußballspieler
- Löw, Georg (1830–1887), Eisenbahnfachmann und Generaldirektor der Böhmischen Nordbahn
- Low, George David (1956–2008), US-amerikanischer Astronaut und Raumfahrtmanager
- Löw, Gerd Edler von (1939–2025), deutscher Brigadegeneral der Bundeswehr
- Löw, Gertrud (1883–1964), österreichisches Model für eine Zeichnung von Gustav Klimt
- Löw, Hans (* 1976), deutscher Theater-, Film- und FernsehschauspielerHans Löw (* 1976)

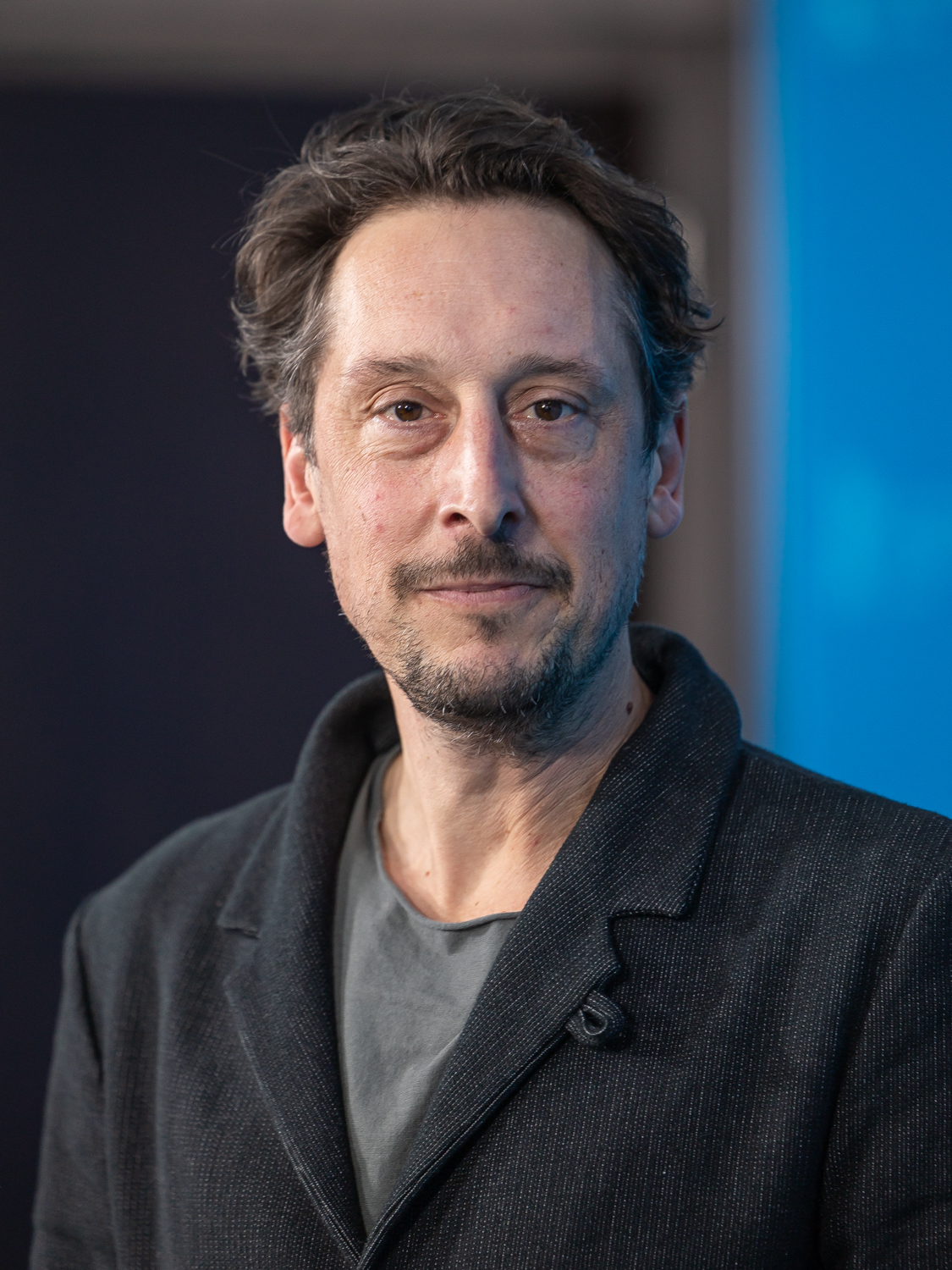
Hans Löw (* 1976)

- Low, Harriet (1809–1877), US-amerikanische Autorin
- Löw, Immanuel (1854–1944), ungarischer Rabbiner und Gelehrter
- Low, Isaac (1735–1791), britischer Politiker im kolonialen Nordamerika
- Löw, Jakob (1887–1968), österreichisch-israelischer Bildhauer
- Low, Jho (* 1981), malaysischer Investor
- Low, Ji Wen (* 1989), singapurischer Radrennfahrer
- Löw, Joachim (* 1960), deutscher FußballtrainerJoachim Löw (* 1960)

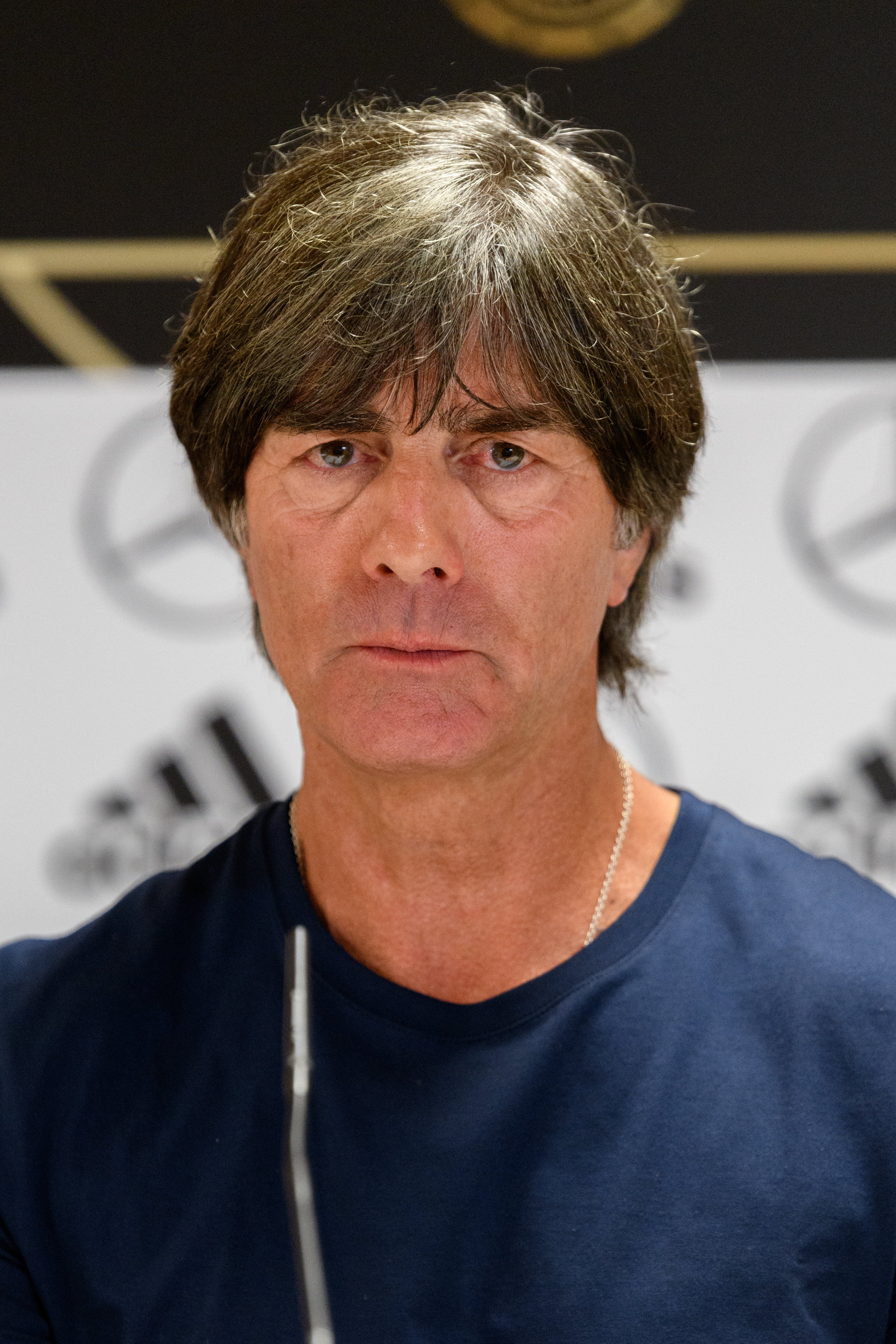
Joachim Löw (* 1960)

- Löw, Johann Adam (1710–1775), deutscher evangelischer Geistlicher
- Löw, Johann Carl von (1753–1815), kurfürstlich braunschweig-lüneburgischer Oberschenk, Schlosshauptmann, Hofmarschall und Oberhofmarschall des Königreichs Hannover
- Low, John Menzies (* 1953), britischer Politiker
- Löw, Josef (1834–1886), böhmischer Komponist
- Low, Juan Shen (* 1993), malaysischer Badmintonspieler
- Löw, Judah († 1609), Rabbiner und Talmudist; gilt als Erschaffer des Golem
- Low, Juliette Gordon (1860–1927), Gründerin der Girl Scouts in den USA
- Low, Jun Yu (* 2001), singapurischer Stabhochspringer
- Löw, Jürg (* 1946), Schweizer Schauspieler
- Low, Kenneth (* 1976), malaysischer Squashspieler
- Löw, Konrad (* 1931), deutscher Jurist und Politologe
- Low, Lawrence (1920–1996), US-amerikanischer Segler
- Löw, Leonhard († 1658), Stück- und Glockengießer
- Löw, Leopold (1811–1875), ungarischer Rabbiner
- Löw, Maria Theresia (1809–1885), deutsche Sopranistin und Harfenistin
- Löw, Markus (* 1961), deutscher Fußballspieler
- Löw, Martina (* 1965), deutsche Soziologin
- Low, Mary Fairchild (1858–1946), US-amerikanische Malerin
- Löw, Moses Max (* 1857), österreichischer Architekt
- Low, Nicky (* 1992), schottischer Fußballspieler
- Løw, Niels (1881–1964), dänischer Leichtathlet
- Löw, Peter (* 1941), deutscher Schriftsteller
- Löw, Peter (* 1960), deutscher Jurist, Verleger und InvestorPeter Löw (* 1960)

Peter Löw (* 1960)

- Low, Philip B. (1836–1912), US-amerikanischer Politiker
- Löw, Raimund (* 1951), österreichischer Historiker, Journalist und Publizist
- Low, Reed (* 1976), kanadischer Eishockeyspieler
- Löw, Reinhard (1949–1994), deutscher Philosoph, Naturwissenschaftler und Historiker
- Low, Robert († 2021), schottischer Journalist und Schriftsteller
- Low, Ron (* 1950), kanadischer Eishockeytorhüter und -trainer
- Low, Rosemary (* 1942), britische Ornithologin und Autorin
- Löw, Rudolf (1832–1898), Schweizer Komponist und Organist
- Löw, Rudolf (1864–1930), Schweizer Musiker und Gymnasiallehrer
- Löw, Rudolf (1878–1948), Schweizer Maler und Schriftsteller
- Low, Seth (1850–1916), US-amerikanischer Pädagoge und Politiker (Republikanische Partei)
- Low, Setha M. (* 1948), US-amerikanische Anthropologin
- Löw, Siegfried (1933–1962), deutscher Bergsteiger
- Löw, Sigismund (1825–1898), deutsch-amerikanischer Bauingenieur und Bürgerführer
- Löw, Simon (* 1956), Schweizer Geologe
- Löw, Stefan (* 1962), deutscher Politiker (SPD), MdL
- Löw, Stefan (* 1990), deutscher Politiker (AfD), MdL
- Low, Toby, 1. Baron Aldington (1914–2000), britischer Politiker, Offizier und Unternehmer
- Low, Trisha, Autorin und Performerin
- Low, Vanessa (* 1990), deutsche Leichtathletin im Behindertensport
- Löw, Victor (* 1962), niederländischer Schauspieler
- Löw, Volker (* 1941), deutscher Offizier, Generalmajor der Bundeswehr
- Low, Warren (1905–1989), US-amerikanischer Filmeditor
- Löw, Werner (* 1935), deutscher Bahnradsportler
- Low, Wilhelm von (1731–1816), sächsischer Generalleutnant
- Low, Yen Ling (* 1974), singapurische Politikerin
- Lőw, Zsolt (* 1979), ungarischer Fußballspieler und FußballtrainerZsolt Lőw (* 1979)

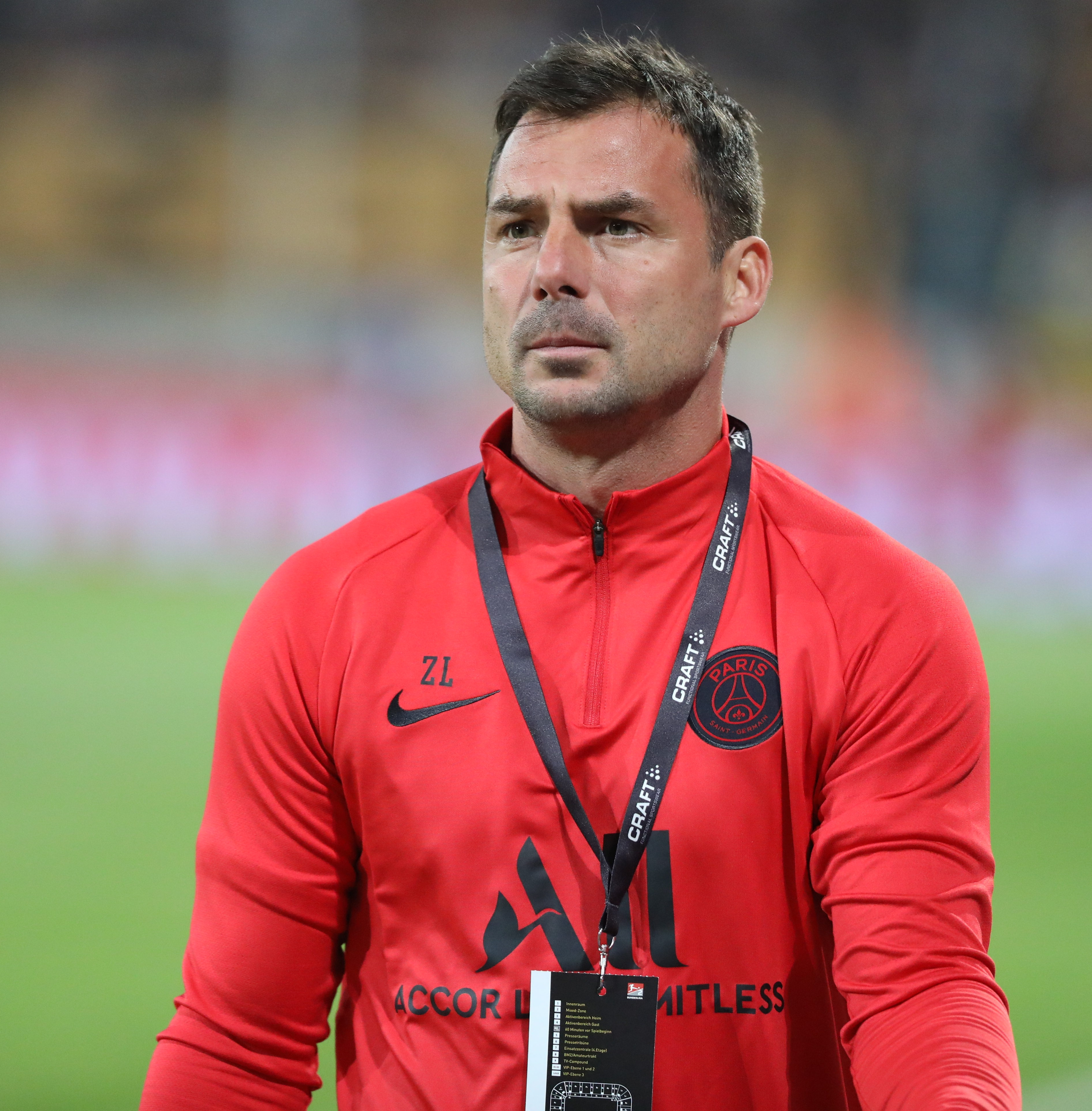
Zsolt Lőw (* 1979)

### Lowa
- Löwa, Ortwin (1941–2019), deutscher Journalist
- Lowack, Gerhard (1907–1945), deutscher Jurist
- Lowack, Ortwin (* 1942), deutscher Politiker (CSU, Fraktionslos), MdB
- Lowag, Josef (1849–1911), sudeten-schlesischer Autor
- Lowag, Jutta (1939–2014), deutsche Volkswirtin, Verwaltungsdirektorin und stellvertretende Intendantin des Bayerischen Rundfunks
- Lowagie, Joseph (1903–1985), belgischer Radrennfahrer
- Lowassa, Edward (1953–2024), tansanischer Politiker, Regierungschef Tansanias
- Lowatschek, Josef (1879–1950), österreichischer Politiker (CSP), Landtagsabgeordneter
- Lowatschow, Sergei (* 1959), sowjetischer Sprinter

### Lowc
- Lowcock, Mark Andrew (* 1962), britischer UN-Beamter, Direktor des OCHA

### Lowd
- Lowden, Frank (1861–1943), US-amerikanischer Politiker und Gouverneur von Illinois
- Lowden, Jack (* 1990), britischer SchauspielerJack Lowden (* 1990)

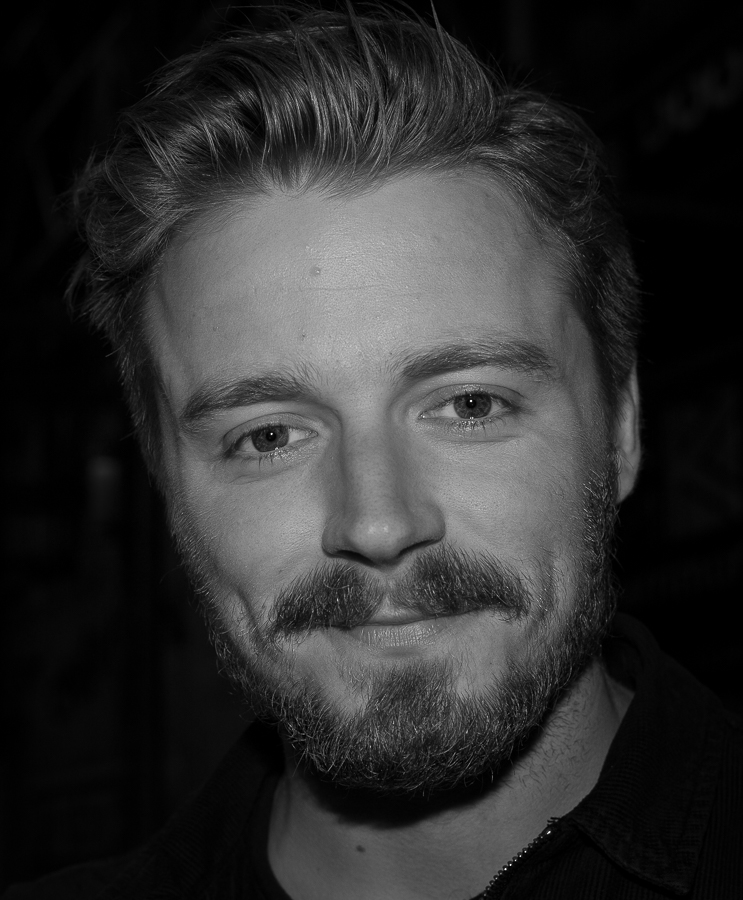
Jack Lowden (* 1990)

- Lowden, Joscelin (* 1987), britische Radsportlerin
- Löwdin, Per-Olov (1916–2000), schwedischer Physiker
- Lowdon, Elsie Motz († 1960), US-amerikanische Porträt- und Miniaturmalerin

### Lowe
- Lowe Ceesay, Saffie, gambische Politikerin und Diplomatin
- Lowe, Adolph (1893–1995), deutscher Soziologe und Nationalökonom
- Lowe, Al (* 1946), US-amerikanischer Computerspiel-Entwickler und -Komponist
- Löwe, Alexander (1808–1895), österreichischer Chemiker
- Löwe, Alexander (* 1967), deutscher Synchronautor
- Lowe, Allen (* 1954), US-amerikanischer Jazzmusiker und Musikhistoriker
- Lowe, Andrea (* 1975), britische Schauspielerin
- Lowe, Andrew (* 1968), irischer Filmproduzent
- Lowe, Ann (1898–1981), US-amerikanische Modedesignerin
- Löwe, Anna (1821–1884), deutsche Theaterschauspielerin
- Löwe, Armin (1922–2001), deutscher Pädaudiologe
- Lowe, Arthur (1915–1982), britischer Schauspieler
- Lowe, Arthur Holden (1886–1958), englischer Tennisspieler
- Löwe, Benedikt (* 1972), deutscher Logiker und Mathematiker und Hochschullehrer
- Lowe, Bill (* 1946), US-amerikanischer Jazzmusiker (Posaune, Bassposaune, Tuba), Komponist und Hochschullehrer
- Lowe, Bobby (1929–2011), US-amerikanisch-chinesischer Kampfkunstexperte
- Löwe, Bruno (* 1981), deutscher Inline Skater
- Lowe, Chad (* 1968), US-amerikanischer Schauspieler, Filmregisseur und Filmproduzent
- Lowe, Charles Herbert (1920–2002), US-amerikanischer Biologe und Herpetologe
- Lowe, Chaunté (* 1984), US-amerikanische Hochspringerin
- Lowe, Chris (* 1959), britischer Musiker, bildet neben Neil Tennant die Pet Shop BoysChris Lowe (* 1959)

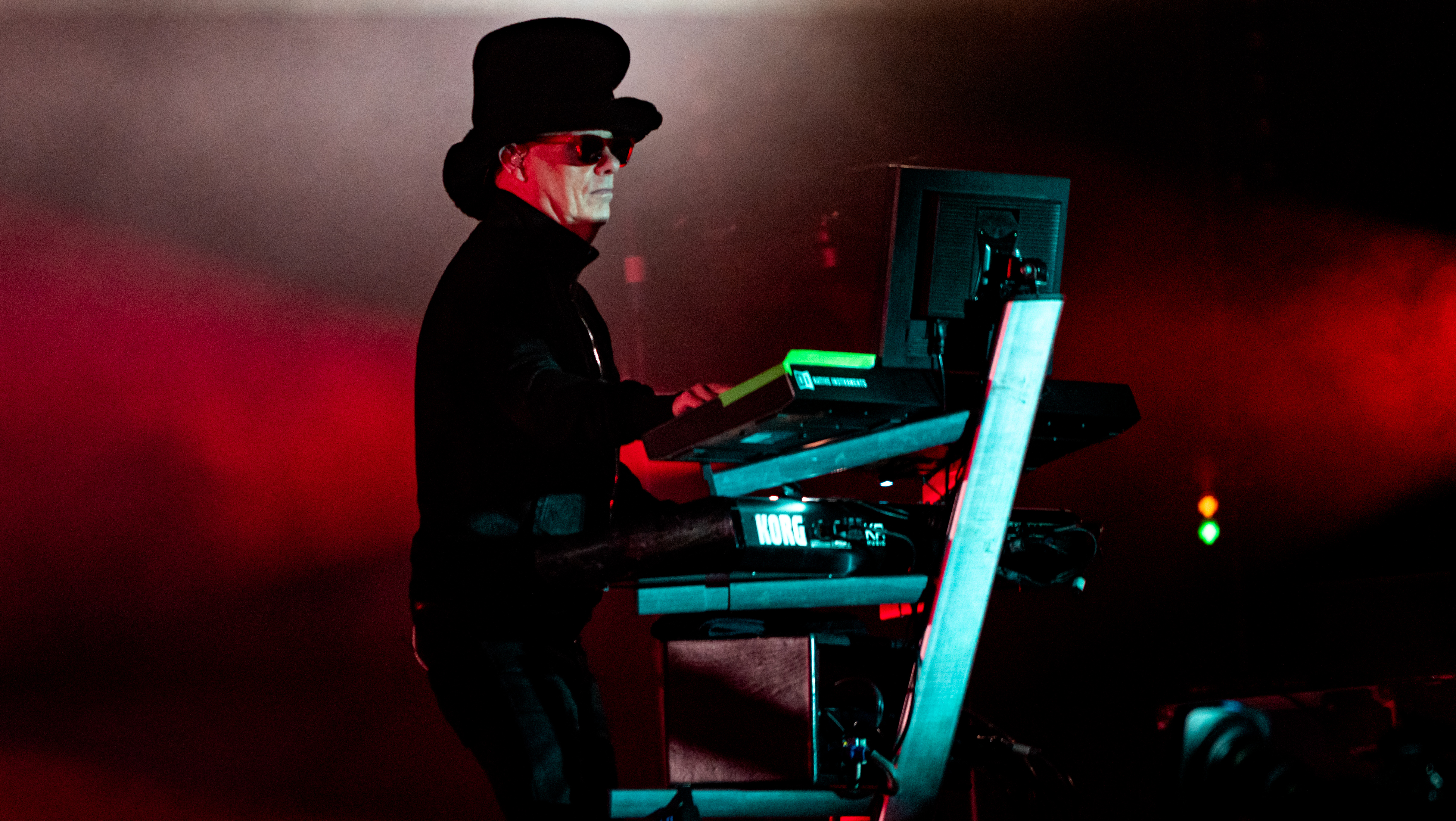
Chris Lowe (* 1959)

- Löwe, Chris (* 1989), deutscher Fußballspieler
- Löwe, Christopher (* 1993), deutscher Hörfunkmoderator
- Lowe, Crystal (* 1981), kanadische Schauspielerin
- Lowe, Daisy (* 1989), britisches ModelDaisy Lowe (* 1989)

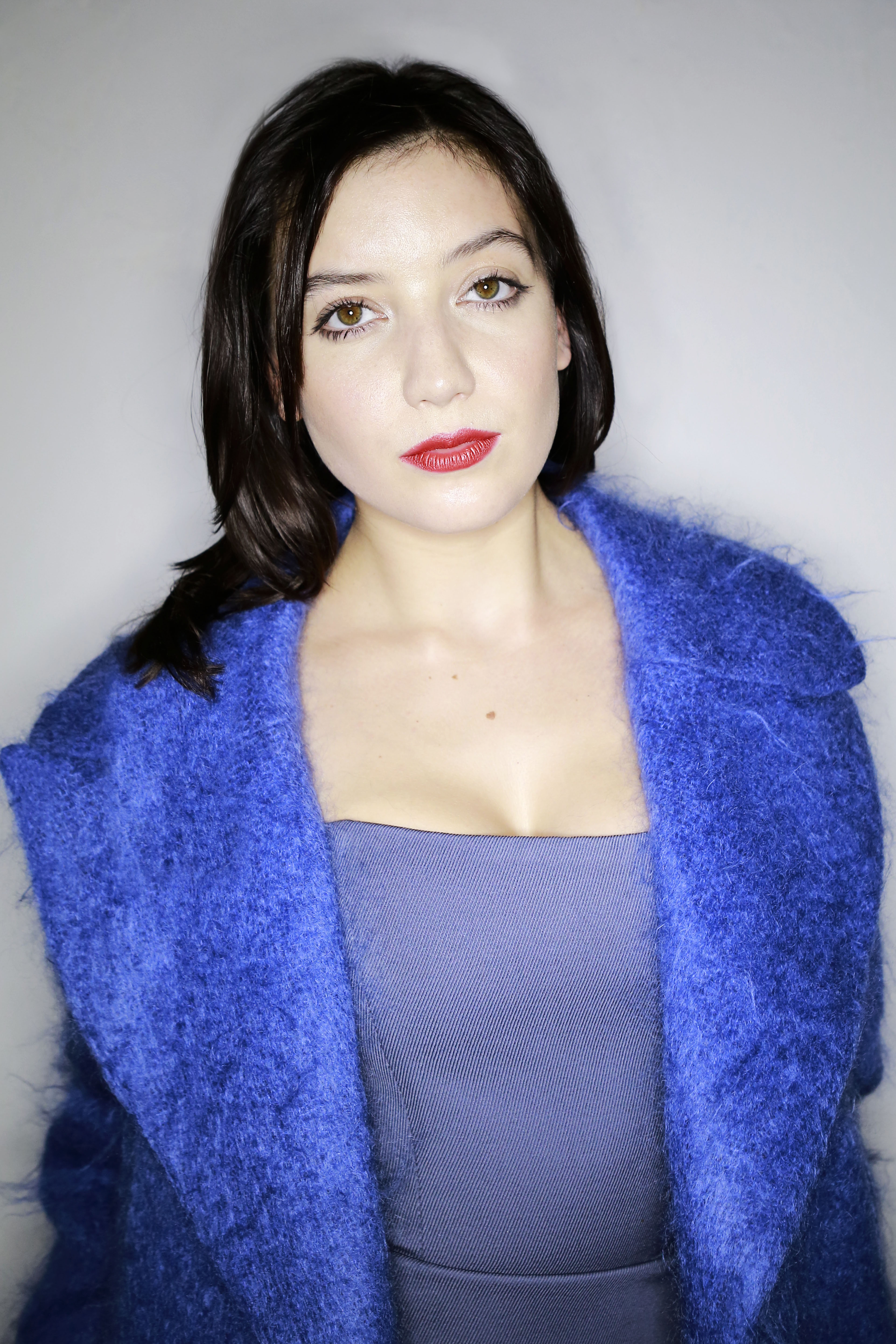
Daisy Lowe (* 1989)

- Lowe, Damion (* 1993), jamaikanischer Fußballspieler
- Lowe, David, kanadischer Informatiker
- Lowe, David (* 1960), britischer Schwimmer
- Lowe, David Perley (1823–1882), US-amerikanischer Politiker
- Lowe, Denis, barbadischer Politiker und Psychologe
- Löwe, Dorothea Friederike Amalie (* 1779), deutsche Theaterschauspielerin
- Lowe, Doug (* 1942), australischer Politiker
- Lowe, Douglas (1902–1981), britischer Leichtathlet
- Lowe, E. J. (1950–2014), britischer Philosoph
- Lowe, Ed (* 2003), britischer Radsportler
- Lowe, Eddie (1925–2009), englischer Fußballspieler und -trainer
- Lowe, Edmund (1890–1971), US-amerikanischer Schauspieler
- Löwe, Edward (1794–1880), englischer Schachspieler
- Lowe, Edward (1920–1995), US-amerikanischer Unternehmer
- Lowe, Elias Avery (1879–1969), US-amerikanischer Paläograph
- Lowe, Enoch Louis (1820–1892), US-amerikanischer Politiker
- Löwe, Ewald (1837–1896), deutscher Richter
- Löwe, Feodor Franz Ludwig (1816–1890), deutscher Theaterschauspieler
- Löwe, Ferdinand (1787–1832), deutscher Theaterschauspieler
- Löwe, Ferdinand (1809–1889), deutscher Schriftsteller, Bibliothekar und Übersetzer von estnischen und russischen Werken ins Deutsche
- Löwe, Ferdinand (1863–1925), österreichischer Dirigent
- Lowe, Frank (1943–2003), US-amerikanischer Jazzsaxophonist
- Löwe, Fritz (1874–1955), deutscher Physiker
- Löwe, Gabriele (* 1958), deutsche Leichtathletin und Olympiamedaillengewinnerin
- Lowe, George (1924–2013), neuseeländischer Bergsteiger, Erstbesteigung des Mount Everest
- Löwe, Gerhard (1923–2006), deutscher Altphilologe
- Lowe, Gordon (1884–1972), englischer Tennisspieler
- Lowe, Greg (* 1948), US-amerikanischer Fotograf, Bergsteiger, Kameramann und Filmproduzent
- Löwe, Gustav (1852–1883), deutscher Klassischer Philologe und Bibliothekar
- Löwe, Hans (1903–1989), deutscher Landwirt, Pferdezüchter und Hochschullehrer
- Löwe, Hans Zacharias West (1776–1832), Postmeister
- Lowe, Harold (1882–1944), britischer Offizier der RMS TitanicHarold Lowe (1882–1944)

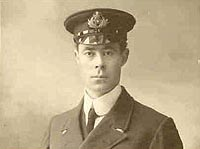
Harold Lowe (1882–1944)

- Lowe, Harry (1886–1958), englischer Fußballspieler
- Löwe, Hartmut (* 1935), deutscher evangelischer Theologe und Militärbischof
- Lowe, Heather (* 1951), US-amerikanische Schauspielerin
- Löwe, Heinz (1913–1991), deutscher Historiker
- Löwe, Heinz-Dietrich (* 1944), deutscher Historiker
- Lowe, Horace Arthur (1869–1930), englischer Chemiker (Textilchemie)
- Lowe, Hudson (1769–1844), britischer General, Gouverneur von St. Helena
- Lowe, Jamal (* 1994), jamaikanischer Fußballspieler
- Lowe, James (1863–1922), schottischer Fußballspieler
- Lowe, Jason (* 1972), englischer Dartspieler
- Lowe, Jason (* 1991), englischer Fußballspieler
- Lowe, Jeff (1950–2018), US-amerikanischer Sportkletterer
- Lowe, Jemma (* 1990), britische Schwimmerin
- Lowe, Jim (1923–2016), US-amerikanischer Discjockey und Popsänger
- Löwe, Johann Jacob († 1703), deutscher Hofkapellmeister und Organist
- Löwe, Johann Karl (1731–1807), deutscher Theaterschauspieler
- Lowe, Johann Michael Siegfried (1756–1831), deutscher Portraitist, Miniaturmaler, Kupferstecher und Radierer
- Lowe, John (* 1945), britischer DartspielerJohn Lowe (* 1945)

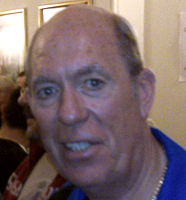
John Lowe (* 1945)

- Lowe, John B., kanadischer Schauspieler, Filmschaffender und Schauspiellehrer
- Lowe, John III (1916–2012), US-amerikanischer Geotechniker
- Löwe, Julie Sophie (1786–1852), deutsche Theaterschauspielerin
- Löwe, Julius, deutscher Baumeister
- Löwe, Julius (1823–1909), deutscher Chemiker
- Löwe, Justin (* 1998), deutscher Fußballspieler
- Löwe, Karl (1845–1907), deutscher Verwaltungsjurist
- Lowe, Karsta (* 1993), US-amerikanische Volleyballspielerin
- Lowe, Keegan (* 1993), US-amerikanisch-kanadischer Eishockeyspieler
- Lowe, Keith (* 1970), britischer Autor und Historiker
- Lowe, Keith (* 1985), englischer Fußballspieler
- Lowe, Kevin (* 1959), kanadischer Eishockeyspieler, -trainer und -funktionär
- Löwe, Leopold (1777–1839), deutscher Theaterschauspieler, Sänger (Tenor), Komponist und Theaterdirektor
- Lowe, Leroy (1944–1999), amerikanischer Jazzmusiker (Schlagzeug)
- Löwe, Lilla (1818–1908), deutsche Theaterschauspielerin
- Löwe, Ludwig (1795–1871), deutscher Schauspieler
- Lowe, Malick, gambischer Politiker
- Lowe, Malick Rohey (* 1971), gambische Unternehmerin und Politikerin
- Lowe, Martin, britischer Komponist, Arrangeur und Bühnenmusiker
- Lowe, Max (* 1997), englischer Fußballspieler
- Löwe, Michael (1956–2019), deutscher Informatiker
- Löwe, Michael († 2025), rumänischer BoxerMichael Löwe († 2025)

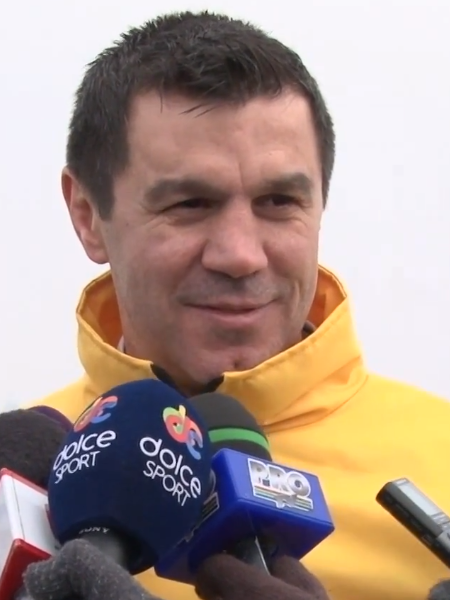
Michael Löwe († 2025)

- Lowe, Mundell (1922–2017), US-amerikanischer Jazzgitarrist
- Lowe, Nick (* 1949), englischer Bassist, Sänger und Musikproduzent
- Löwe, Nikolaus († 1536), deutscher Jurist und Hochschullehrer
- Lowe, Paddy (* 1962), britischer Ingenieur und Rennwagen-Konstrukteur in der Formel 1
- Lowe, Pat (* 1943), britische Mittelstreckenläuferin und Sprinterin
- Lowe, Paul (1963–2024), britischer Fotojournalist
- Lowe, Percy Roycroft (1870–1948), britischer Chirurg und Ornithologe
- Lowe, Philip (* 1947), britischer Wirtschaftswissenschaftler und EU-Beamter
- Lowe, Philippa (* 1992), britische Sprinterin
- Lowe, Ralph P. (1805–1883), US-amerikanischer Jurist und Politiker
- Löwe, Richard (1863–1940), deutscher Sprachforscher und Ethnograph
- Lowe, Richard Barrett (1902–1972), US-amerikanischer Politiker
- Lowe, Richard Thomas (1802–1874), englischer Geistlicher und Naturforscher
- Lowe, Rick (* 1961), US-amerikanischer Künstler der Social Practice Art
- Lowe, Rob (* 1964), US-amerikanischer SchauspielerRob Lowe (* 1964)

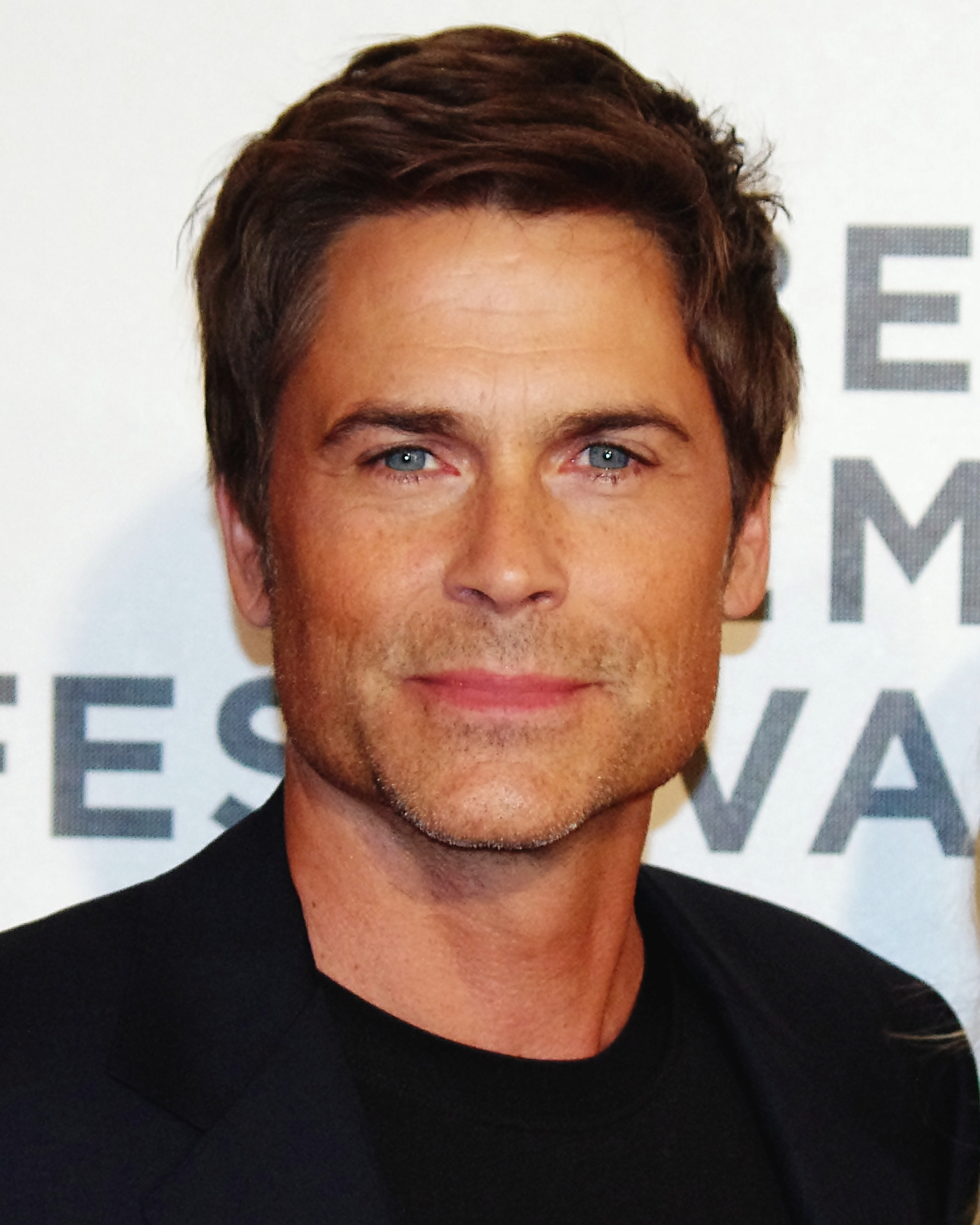
Rob Lowe (* 1964)

- Lowe, Robert, 1. Viscount Sherbrook (1811–1892), britischer Politiker
- Lowe, Sammy (1918–1993), US-amerikanischer Jazz- und R&B-Musiker, Arrangeur und Orchesterleiter
- Lowe, Sara (* 1984), US-amerikanische Synchronschwimmerin
- Lowe, Sean David, deutscher Filmproduzent, Moderator und DrehbuchautorSean David Lowe

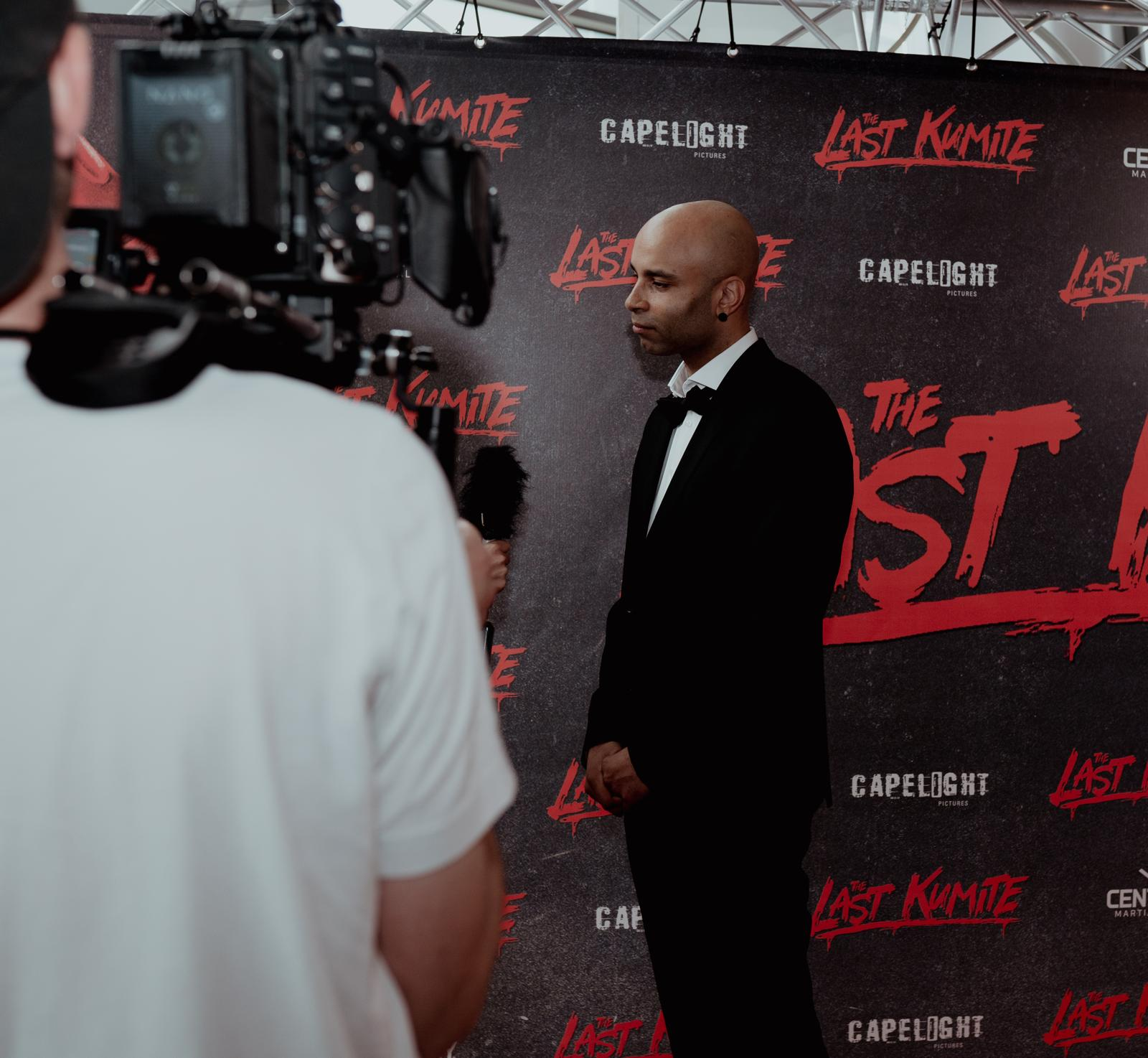
Sean David Lowe

- Löwe, Sophie (1815–1866), deutsche Opernsängerin
- Lowe, Sophie (* 1990), australische Schauspielerin
- Lowe, Stephen Marmion (* 1962), neuseeländischer Geistlicher, römisch-katholischer Bischof von Auckland
- Lowe, Ted (1920–2011), britischer Sportreporter
- Lowe, Thomas (1719–1783), britischer Opernsänger (Tenor)
- Lowe, Todd (* 1977), US-amerikanischer Schauspieler
- Lowe, Tom (* 1978), britischer Triathlet
- Löwe, Tom (* 1997), deutscher Karambolagebillardspieler im Dreiband und Biathlon
- Lowe, Tomas (1988–2016), britischer Rockmusiker
- Lowe, Trent (* 1984), australischer Radrennfahrer
- Löwe, Valentin (1572–1630), deutscher lutherischer Theologe, Geistlicher und Seelsorger
- Löwe, Werner (* 1950), deutscher Bildhauer und Maler
- Lowe, William M. (1842–1882), US-amerikanischer Politiker
- Lowe, Willoughby Prescott (1872–1949), englischer Ornithologe und Naturforscher
- Löwe, Wolfgang (* 1953), deutscher Volleyballspieler
- Löwe, Wolfram (* 1945), deutscher Fußballspieler
- Lowe, Yehuda Ludwig (1905–1983), israelischer Agronom
- Lowe-McConnell, Rosemary (1921–2014), britische Limnologin und Ökologin
- Lowe-Porter, Helen Tracy (1877–1963), US-amerikanische Übersetzerin

#### Loweg
- Loweg, Karl (1938–2021), deutscher Fußballtorhüter

#### Lowel
- Löwel, Abraham (1643–1702), sächsischer Glashütten- und fränkischer Hammerwerksbesitzer
- Löwel, Friedrich (1849–1914), deutscher Architekt und Baubeamter
- Löwel, Georg (1876–1970), deutscher Maler
- Löwel, Johann Abraham (1674–1751), brandenburgischer Bergzehntner und Bergmeister
- Lowell Cabot, Godfrey (1861–1962), US-amerikanischer Unternehmer
- Lowell, Abbott Lawrence (1856–1943), Sachbuchautor, Jurist und Politikwissenschaftler, Präsident der Harvard-Universität (1909–1933)
- Lowell, Amy (1874–1925), amerikanische Dichterin
- Lowell, Carey (* 1961), US-amerikanische Schauspielerin und ein ehemaliges ModelCarey Lowell (* 1961)

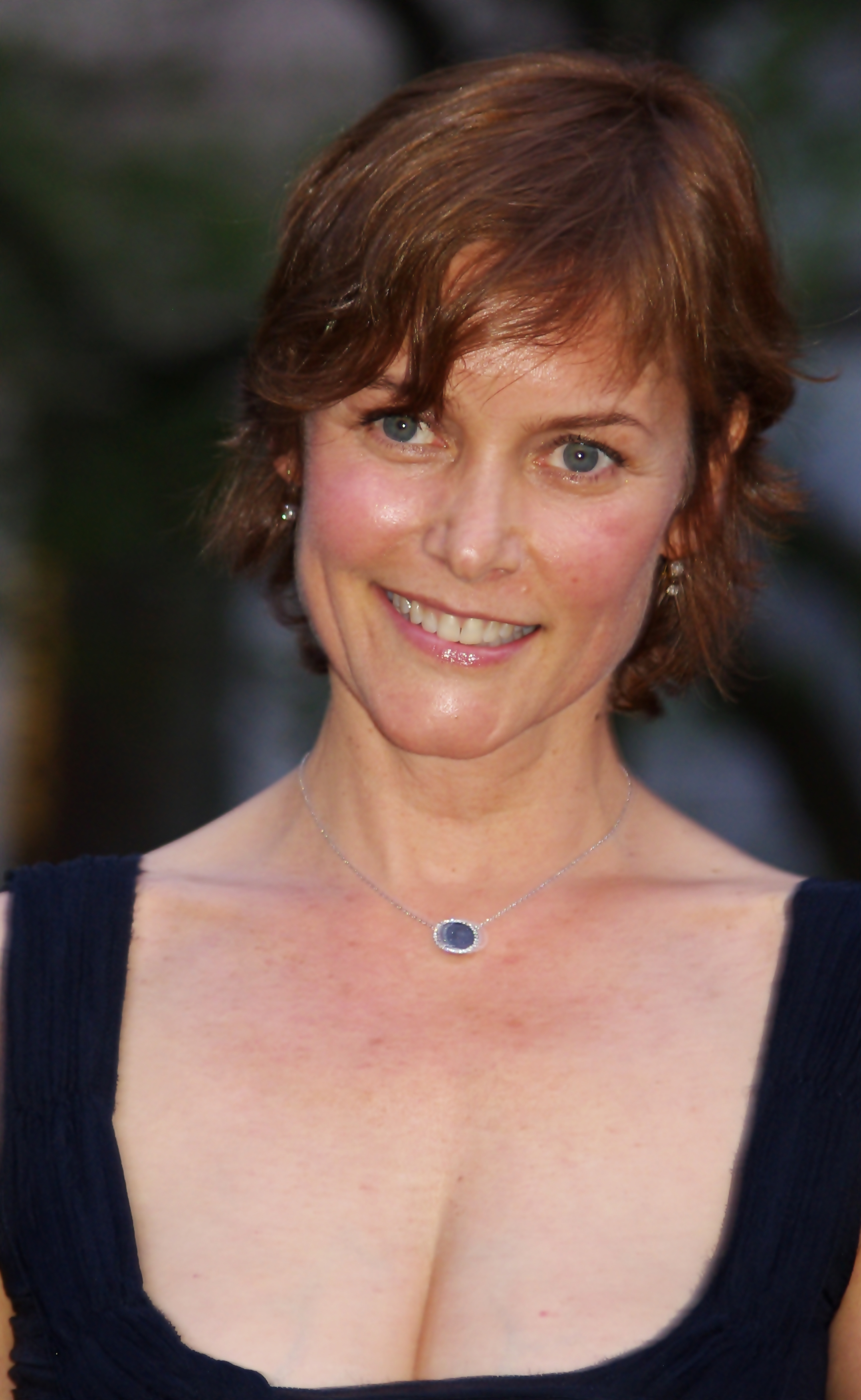
Carey Lowell (* 1961)

- Lowell, Carol, US-amerikanische Filmproduzentin und Filmregisseurin
- Lowell, Chris (* 1984), US-amerikanischer SchauspielerChris Lowell (* 1984)

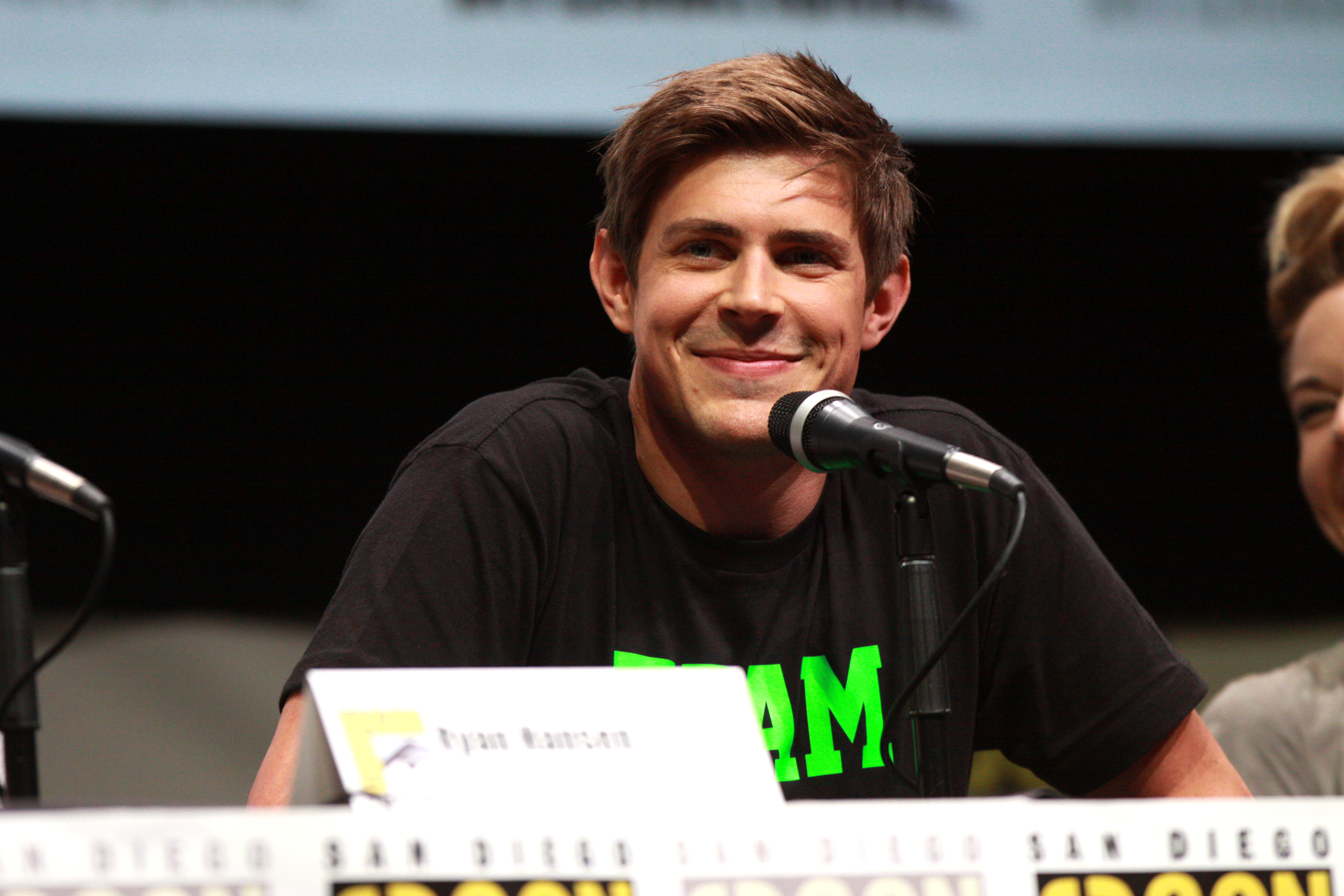
Chris Lowell (* 1984)

- Lowell, Francis Cabot (1775–1817), US-amerikanischer Unternehmer
- Lowell, James Arnold (1869–1933), US-amerikanischer Jurist und Politiker
- Lowell, James Russell (1819–1891), amerikanischer Lyriker, Essayist, Herausgeber, Hochschullehrer und Diplomat
- Lowell, Joan (1902–1967), amerikanische Schauspielerin und Autorin
- Lowell, John (1743–1802), US-amerikanischer Jurist und Politiker
- Lowell, Joshua A. (1801–1874), US-amerikanischer Politiker
- Lowell, Mike (* 1974), puerto-ricanischer Baseballspieler
- Lowell, Percival (1855–1916), US-amerikanischer Astronom
- Lowell, Robert (1917–1977), US-amerikanischer Dichter
- Lowell, Ross (1926–2019), US-amerikanischer Erfinder, Kameramann, Fotograf, Beleuchter und Unternehmer
- Lowell, Scott (* 1965), US-amerikanischer Schauspieler

#### Lowen
- Lowen, Alexander (1910–2008), US-amerikanischer Arzt und Psychotherapeut
- Löwen, Axel von (1686–1772), schwedischer General der Infanterie und Generalgouverneur in Schwedisch-Vorpommern
- Löwen, Carl Heinz (1912–1997), deutscher Zahnarzt, Chirurg und Arbeitsmediziner
- Löwen, Diana zur (* 1995), deutsche InfluencerinDiana zur Löwen (* 1995)

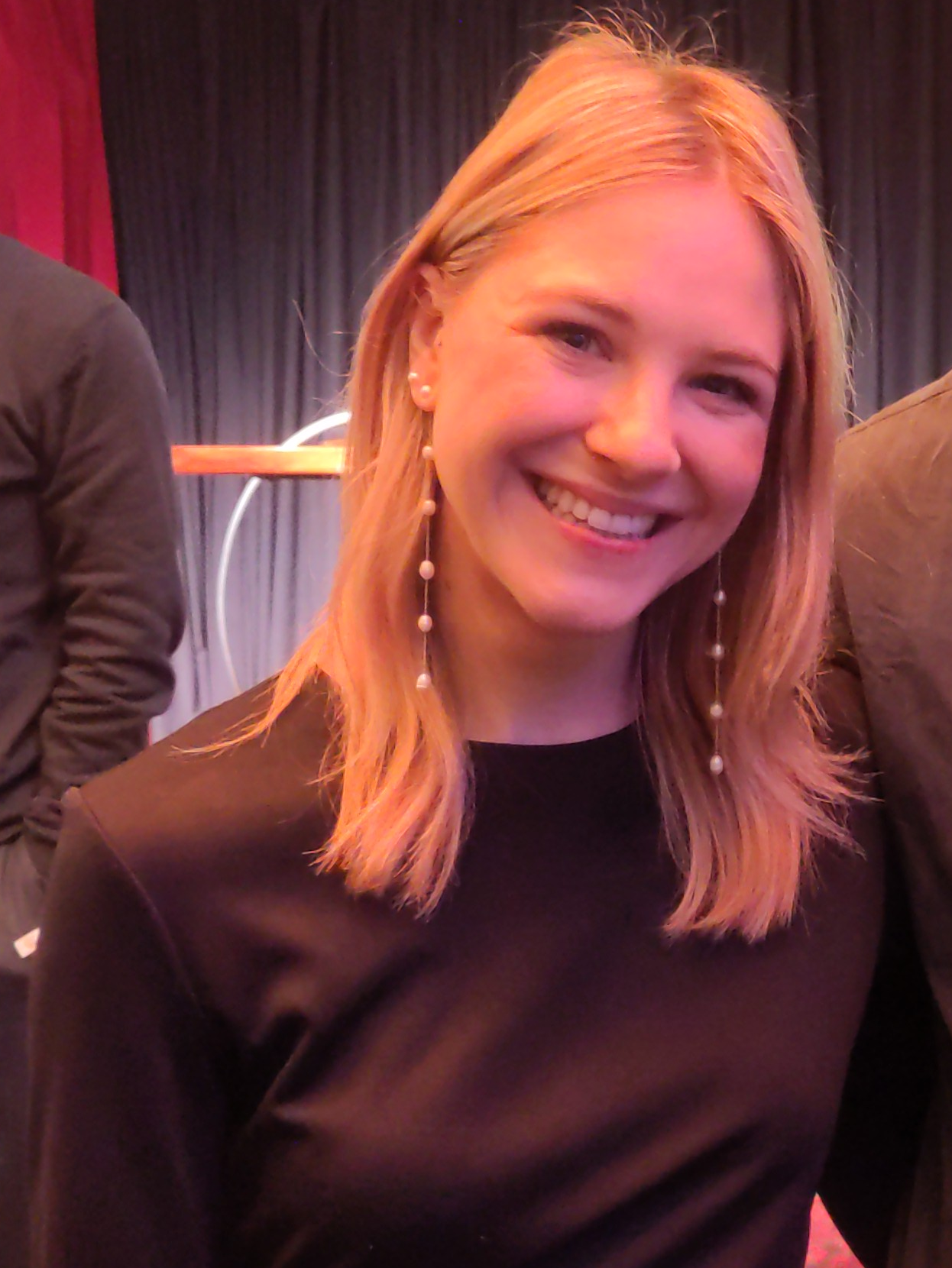
Diana zur Löwen (* 1995)

- Löwen, Eduard (* 1997), deutscher Fußballspieler
- Löwen, Elias von (1602–1661), deutscher Arzt, Mathematiker und Astronom
- Löwen, Friedrich von (1654–1744), russischer Generalmajor und Gouverneur von Estland
- Löwen, Hartmut (* 1963), deutscher Physiker
- Löwen, Johann Christian († 1760), deutscher Gärtner und Baumeister
- Löwen, Johann Friedrich (1727–1771), deutscher Dichter und Theatertheoretiker
- Löwen, Julius (1822–1907), deutscher Kaufmann, Seidenfabrikant und Kirchenlieddichter
- Löwen-Maler, griechischer Vasenmaler
- Löwenadler, Fredrik (1895–1967), schwedischer Schwimmer
- Löwenbach, Jan (1880–1972), tschechischer Schriftsteller, Übersetzer und Diplomat
- Löwenbein, Richard (* 1894), österreichischer Filmregisseur, Drehbuchautor und Filmarchitekt
- Löwenberg, Bernward (* 1937), deutscher Verwaltungsjurist und Politiker (CDU)
- Löwenberg, Bruno (1907–1994), deutscher römisch-katholischer Geistlicher, Liturgiewissenschaftler und Pastoraltheologe
- Löwenberg, Daniela (* 1988), deutsche Fußballspielerin
- Löwenberg, Ferdinand (1924–2004), deutscher Widerstandskämpfer gegen den Nationalsozialismus, NS-Verfolgter und Journalist
- Löwenberg, Jaron (* 1969), israelisch-deutscher Schauspieler und Synchronsprecher
- Löwenberg, Julius (1800–1893), deutscher Geograph und Autor, Freund und Biograph Alexander von Humboldts
- Löwenberg, Karl (1896–1975), deutscher Theaterregisseur
- Löwenberg, Karl Friedrich Benjamin (1807–1871), deutscher Rechtswissenschaftler und Richter
- Löwenberg, Martin (1925–2018), deutscher Antifaschist und Gewerkschafter
- Löwenberg, Saul (* 1824), deutscher Revolutionär
- Löwenberger von Schönholz, Karl Ludwig Gottlob (1716–1789), königlich preußischer Generalmajor der Kavallerie
- Löwendal, Benedicta Margaretha von (1683–1776), dänisch-deutsche Adlige und Unternehmerin
- Löwendal, George (1897–1964), rumänischer Maler und Bühnenbildner
- Löwendal, Ulrich von (1700–1755), Feldherr und Marschall von Frankreich
- Löwendal, Woldemar von (1660–1740), sächsischer Minister und Unternehmer
- Löwendorf, Inka (* 1977), deutsche SchauspielerinInka Löwendorf (* 1977)

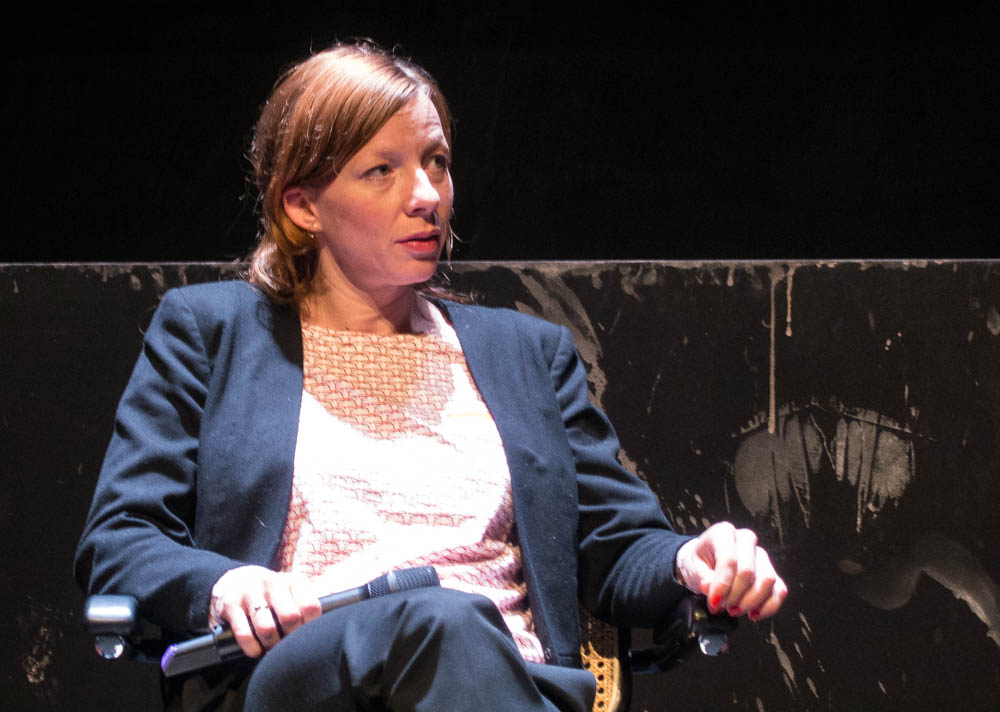
Inka Löwendorf (* 1977)

- Lowenfeld, Andreas (1930–2014), amerikanischer Jurist
- Löwenfeld, Hans (1874–1921), deutscher Regisseur und Theaterdirektor
- Löwenfeld, Irene (1922–2009), deutsch-amerikanische Wissenschaftlerin
- Löwenfeld, Leopold (1847–1923), deutscher Mediziner, Pionier der Sexualpathologie
- Lowenfeld, Margaret (1890–1973), britische Kinderärztin und Psychotherapeutin
- Löwenfeld, Max Joseph Schleiß von (1809–1897), deutscher Arzt und Autor
- Löwenfeld, Raphael (1854–1910), deutscher Theatergründer und Vorkämpfer der deutsch-jüdischen Integration
- Löwenfeld, Samuel (1854–1891), deutscher Historiker
- Löwenfeld, Viktor (1903–1960), austroamerikanischer Kunstpädagoge
- Löwenfeld-Russ, Johann (1873–1945), österreichischer Politiker
- Löwenfels, Maria Aloysia (1915–1942), deutsche Ordensschwester und Opfer des Holocaust
- Löwenfels, Moritz Wilhelm von (1819–1902), deutscher Journalist, Privatgelehrter und Revolutionär
- Löwenfinck, Adam Friedrich von (1714–1754), deutscher Porzellan- und Fayencemaler
- Löwenfinck, Christian Wilhelm von (1720–1753), deutscher Porzellan- und Fayencemaler
- Löwenfinck, Heinrich Wilhelm von (1678–1734), deutscher Porzellan- und Fayencemaler
- Löwenfinck, Karl Heinrich von (* 1718), deutscher Porzellan- und Fayencemaler
- Löwenfinck, Seraphia von (1728–1805), deutsche Fayencebuntmalerin und Unternehmerin
- Löwenfisch, Grigori Jakowlewitsch (1889–1961), sowjetischer Schachspieler
- Löwengard, Alfred (1856–1929), deutscher Architekt
- Löwengard, Kurt (1895–1940), deutscher Maler und Grafiker
- Löwengrip, Isabella (* 1990), schwedische Bloggerin und Journalistin
- Löwenhardt, Emil (1858–1941), deutscher Chemiker, Lehrer und Schulbuchautor
- Löwenhardt, Werner (1919–2006), niederländischer Grafiker
- Löwenhaupt, Carl Gustav von (1662–1703), kursächsischer Generalkriegskommissar, königlich-polnischer und kursächsischer Geheimer Rat und General der Infanterie
- Löwenhauser, Paul (1926–2013), deutscher Architekt und Baubeamter
- Löwenheim, Leopold (1878–1957), deutscher Logiker und Mathematiker
- Löwenherz, Josef (1884–1960), Oberhaupt der jüdischen Gemeinde Wien zur Zeit des NationalsozialismusJosef Löwenherz (1884–1960)

Josef Löwenherz (1884–1960)

- Löwenhielm, Carl Axel (1772–1861), schwedischer Graf, Militär, Diplomat und Minister (1822–1839)
- Löwenhielm, Jacquette (1797–1839), Mätresse von Oskar I. von Schweden und Norwegen
- Löwenhjelm, Harriet (1887–1918), schwedische Zeichnerin, Grafikerin, Malerin und Dichterin
- Löwenigh, Barto von (1799–1853), deutscher Politiker und Polarreisender
- Löwenklau, Johannes († 1594), deutscher Rechtswissenschaftler, Gräzist und Historiker
- Löwenkopf, Leon (1892–1966), Widerstandskämpfer, Vorsitzender der Jüdischen Gemeinde zu Dresden und VVN-Mitglied
- Lowens, Curt (1925–2017), deutscher Schauspieler und ein Überlebender des Holocaust
- Löwensberg, Manuel (* 1975), Schweizer Schauspieler
- Löwensen, Johann Dietrich (1647–1708), deutscher evangelischer Pastor und Büchersammler
- Löwensohn, Elina (* 1966), US-amerikanische SchauspielerinElina Löwensohn (* 1966)

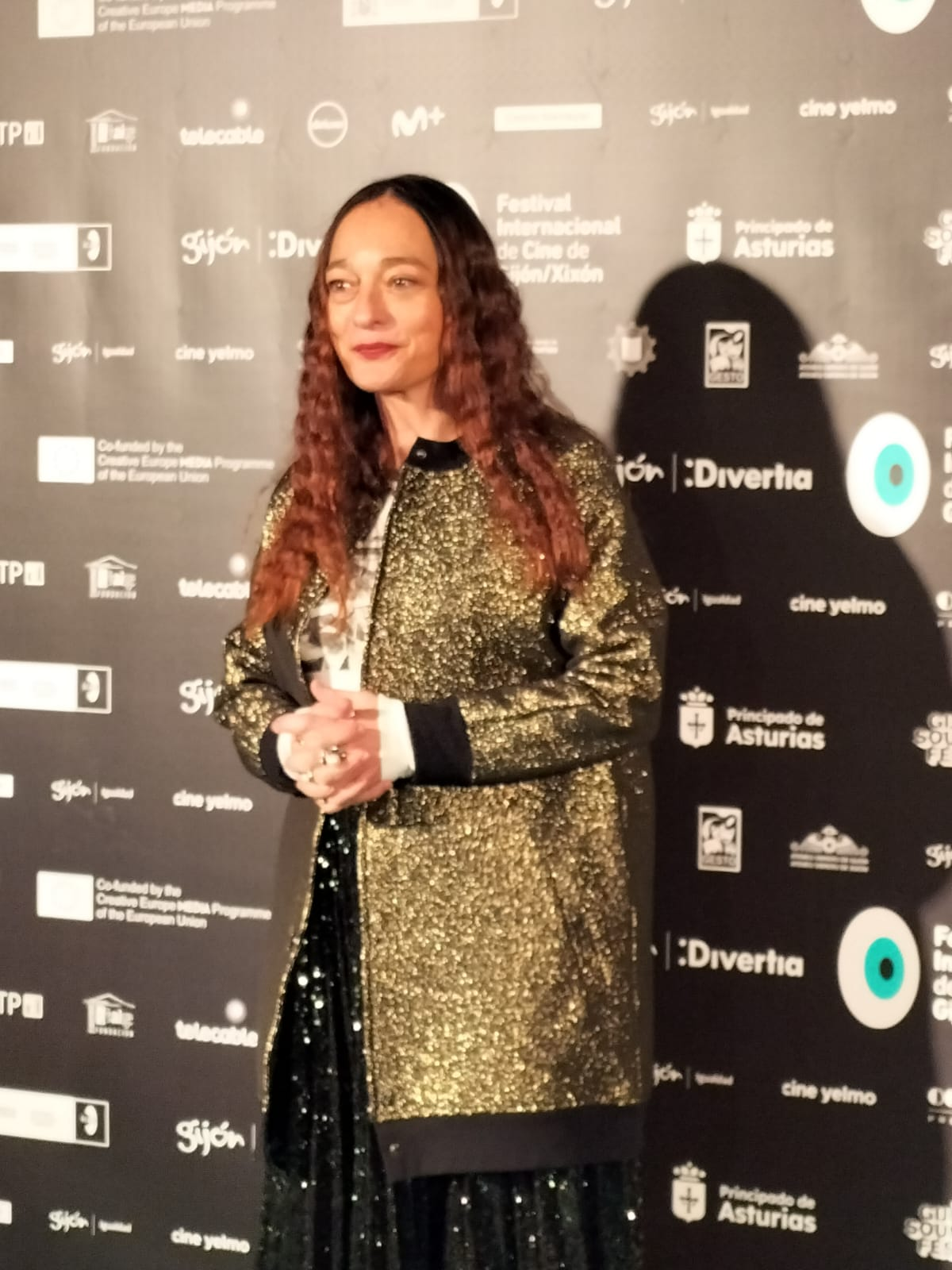
Elina Löwensohn (* 1966)

- Löwensprung, Kurt Lölhöffel von (1844–1916), preußischer Generalmajor
- Lowenstam, Heinz A. (1912–1993), US-amerikanischer Paläontologe
- Lowenstam, Léopold (1842–1898), niederländischer Metalstecher
- Löwenstamm, Arthur (1882–1965), preußisch-englischer Theologe, Rabbiner und Sachbuchautor
- Löwenstamm, Emma (1879–1941), Malerin und Grafikerin
- Löwenstamm, Max (1814–1881), deutscher Chasan und Komponist
- Löwenstein von Opoka, Nathan (1859–1929), österreichisch-polnischer Rechtsanwalt und Parlamentarier
- Lowenstein, Allard K. (1929–1980), US-amerikanischer Politiker der Demokratischen Partei und Rechtswissenschaftler
- Löwenstein, Anna (* 1951), britische Esperantistin, Redakteurin und Schriftstellerin
- Löwenstein, Elisabeth (1900–1967), deutsche Literaturwissenschaftlerin, Kunsthistorikerin und Verlegerin
- Löwenstein, Ernst (1878–1950), österreich-amerikanischer Mediziner und Hochschullehrer
- Löwenstein, Ernst (1881–1974), deutscher Rechtsanwalt, Notar und Politiker (parteilos), MdL
- Löwenstein, Eugen (1871–1942), Rechtsanwalt und Opfer des Holocaust
- Löwenstein, Felix (1884–1945), deutscher Unternehmer, Sportfunktionär und Stifter, Opfer der Judenverfolgung
- Löwenstein, Felix zu (* 1954), deutscher Agrarwissenschaftler und LandwirtFelix zu Löwenstein (* 1954)

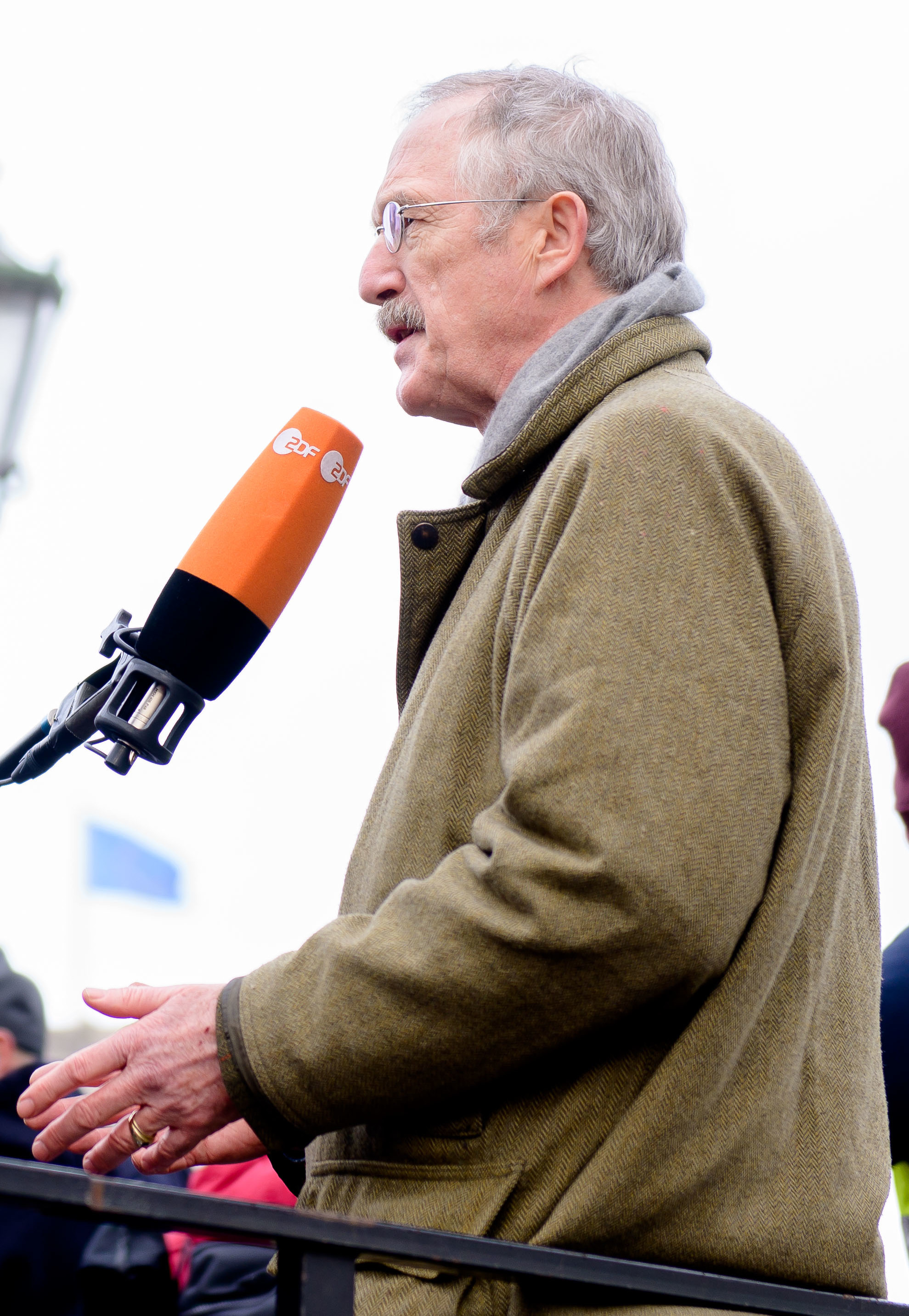
Felix zu Löwenstein (* 1954)

- Löwenstein, Gabriel (1825–1911), deutscher Politiker (SPD)
- Löwenstein, Gerhard (1915–2000), deutscher Arzt und Standespolitiker
- Löwenstein, Hans Otto (1881–1931), österreichischer Filmregisseur und -produzent
- Löwenstein, Inge (* 1923), deutsche Schönheitskönigin, Miss Germany 1949
- Löwenstein, Jakob (1799–1869), deutscher Rabbiner und Autor
- Löwenstein, Josef (* 1883), deutscher Gebrauchsgrafiker und Plakatkünstler
- Löwenstein, Joseph (1873–1958), deutscher Mediziner, Nervenarzt und Psychotherapeut, emigrierte aufgrund von Judenverfolgung nach London
- Löwenstein, Kurt (1885–1939), deutscher Politiker (SPD), MdR
- Löwenstein, Leo (1879–1956), deutscher Physiker und Chemiker
- Löwenstein, Leopold (1843–1923), deutscher Rabbiner, Historiker und Autor
- Löwenstein, Marx (1824–1889), deutschamerikanischer Multimillionär
- Löwenstein, Matthias (* 1984), deutscher Grafiker und Illustrator
- Löwenstein, Maximilian (* 1980), deutscher Film- und Theaterschauspieler
- Löwenstein, Oskar (1897–1943), tschechischer Film-Ingenieur
- Löwenstein, Oskar (1926–2004), deutscher sogenannter Halbjude zur Zeit des Nationalsozialismus
- Löwenstein, Otto (1833–1909), Senatspräsident am Reichsgericht
- Löwenstein, Otto (1889–1965), deutsch-US-amerikanischer Neuropsychiater
- Löwenstein, Otto (1906–1999), deutsch-britischer Zoologe
- Löwenstein, Robert (* 1953), deutscher Militär, Generalmajor der Luftwaffe der Bundeswehr
- Löwenstein, Rudolf (1819–1891), deutscher Schriftsteller
- Lowenstein, Steven M. (1945–2020), US-amerikanischer Historiker
- Löwenstein, Wilhelm von († 1579), Adeliger, Vogt und Amtmann im Hochstift Speyer
- Löwenstein-Wertheim, Anne (* 1864), britische Flugpionierin
- Löwenstein-Wertheim, Christian Philipp von (* 1719), kaiserlich-königlicher General der Kavallerie, Großkreuz des Maria Theresien-Ordens
- Löwenstein-Wertheim-Freudenberg, Adolf zu (1805–1861), deutscher Adliger, Chef des Hauses Löwenstein-Wertheim-Freudenberg
- Löwenstein-Wertheim-Freudenberg, Alfred zu (1855–1925), deutscher Hochadeliger und Gutsbesitzer, badischer Landtagsabgeordneter
- Löwenstein-Wertheim-Freudenberg, Ernst zu (1854–1931), deutscher Standesherr und fünfter Fürst zu Löwenstein-Wertheim-Freudenberg
- Löwenstein-Wertheim-Freudenberg, Friedrich Karl zu (1743–1825), deutscher Fürst
- Löwenstein-Wertheim-Freudenberg, Georg zu (1775–1855), deutscher Adliger, Chef des Hauses Löwenstein-Wertheim-Freudenberg
- Löwenstein-Wertheim-Freudenberg, Hubertus Prinz zu (1906–1984), deutscher Politiker (DP) und Journalist
- Löwenstein-Wertheim-Freudenberg, Johann Karl Ludwig zu (1740–1816), deutscher Fürst
- Löwenstein-Wertheim-Freudenberg, Ludwig zu (1864–1899), deutscher Standesherr und vierter Prinz zu Löwenstein-Wertheim-Freudenberg
- Löwenstein-Wertheim-Freudenberg, Rupert Ludwig Ferdinand zu (1933–2014), deutsch-britischer Bankier, Finanzmanager der Rolling Stones
- Löwenstein-Wertheim-Freudenberg, Wilhelm zu (1817–1887), deutscher Adliger, Chef des Hauses Löwenstein-Wertheim-Freudenberg
- Löwenstein-Wertheim-Rochefort, Dominik Constantin zu (1762–1814), letzter Fürst aus dem Haus Löwenstein-Wertheim-Rochefort
- Löwenstein-Wertheim-Rochefort, Dominik Marquard zu (1690–1735), zweiter Fürst aus dem Hause Löwenstein

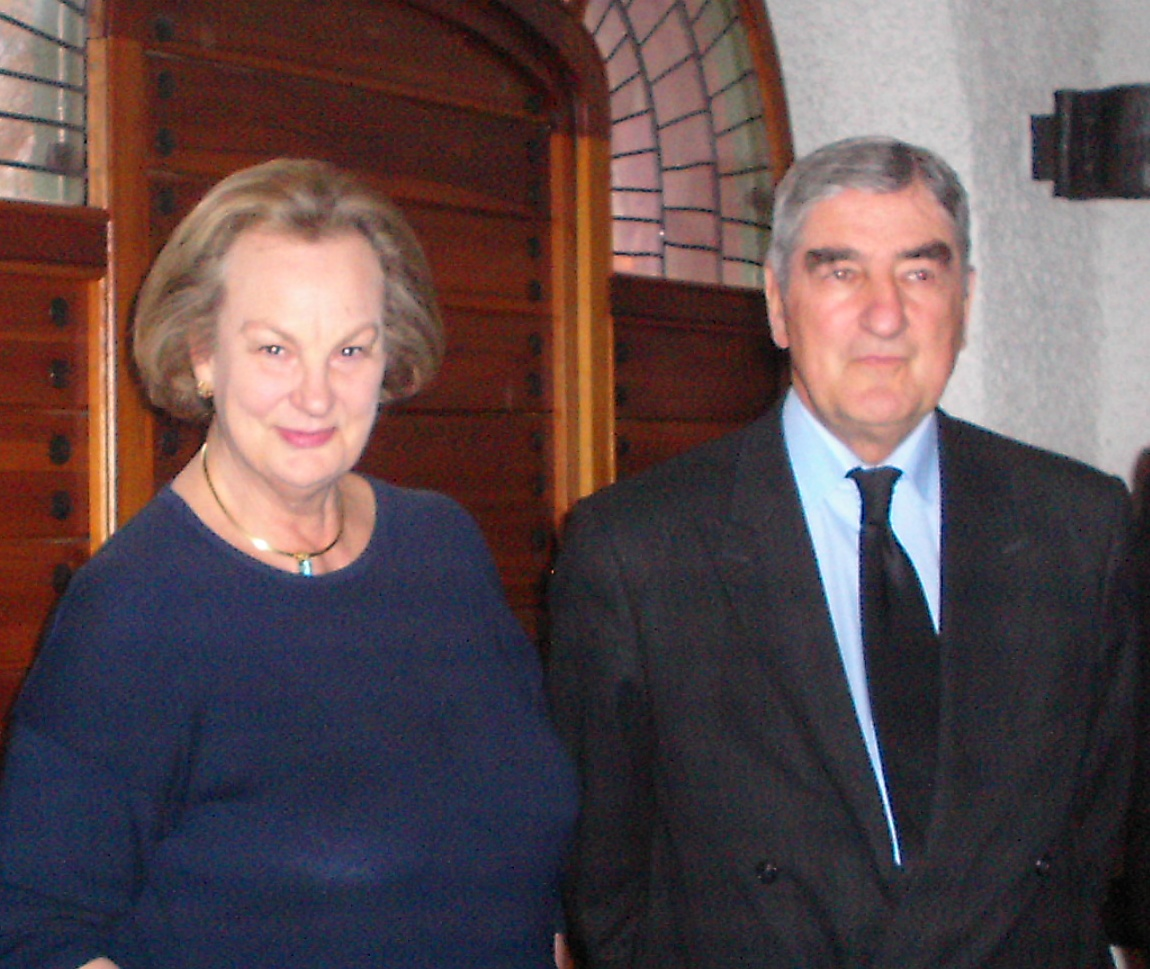
Alois Konstantin zu Löwenstein-Wertheim-Rosenberg (* 1941)

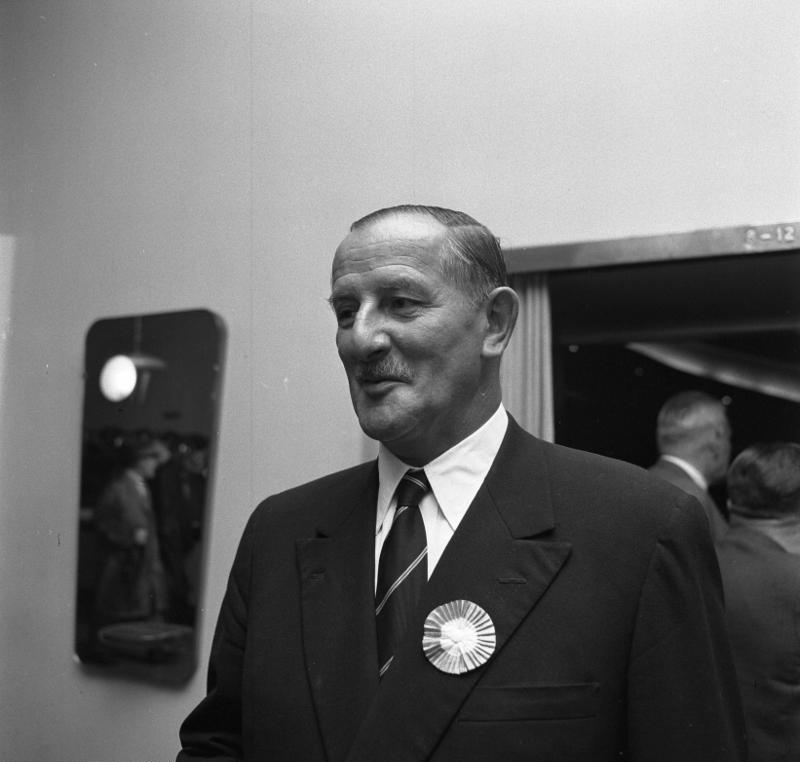
Karl zu Löwenstein-Wertheim-Rosenberg (1904–1990)

- Löwenstein-Wertheim-Rochefort, Johann Dietrich von (1585–1644), deutscher Reichsgraf aus dem Haus Löwenstein-Wertheim; Begründer der katholischen Linie Löwenstein-Wertheim-Rosenberg
- Löwenstein-Wertheim-Rochefort, Johann Ernst von (1667–1731), Bischof von Tournai
- Löwenstein-Wertheim-Rochefort, Karl Thomas zu (1714–1789), dritter Fürst aus dem Hause Löwenstein
- Löwenstein-Wertheim-Rochefort, Maximilian Karl (1656–1718), deutscher Adliger, erster Fürst aus dem Haus Löwenstein
- Löwenstein-Wertheim-Rosenberg, Adelheid von (1831–1909), deutsche Adelige
- Löwenstein-Wertheim-Rosenberg, Alois Konstantin zu (* 1941), deutscher Jurist und ManagerAlois Konstantin zu Löwenstein-Wertheim-Rosenberg (* 1941)
- Löwenstein-Wertheim-Rosenberg, Aloys zu (1871–1952), deutscher Politiker, MdR, Präsident des Zentralkomitees der deutschen Katholiken
- Löwenstein-Wertheim-Rosenberg, Felix zu (1907–1986), deutscher Ordensgeistlicher, Jesuit, Theologe und Autor
- Löwenstein-Wertheim-Rosenberg, Karl Heinrich zu (1834–1921), deutscher Adliger, Chef des Hauses Löwenstein-Wertheim-Rosenberg und Politiker (Zentrum), MdR, Ordenspriester
- Löwenstein-Wertheim-Rosenberg, Karl Prinz zu (* 1952), deutscher Manager, Vorstandsvorsitzender des Malteser Hilfsdienstes
- Löwenstein-Wertheim-Rosenberg, Karl Thomas zu (1783–1849), deutscher Adliger, Chef des Hauses Löwenstein-Wertheim-Rosenberg
- Löwenstein-Wertheim-Rosenberg, Karl zu (1904–1990), deutscher Präsident des Zentralkomitees der deutschen Katholiken (1949–1968)Karl zu Löwenstein-Wertheim-Rosenberg (1904–1990)
- Löwenstein-Wertheim-Rosenberg, Konstantin zu (1786–1844), deutscher Hochadeliger und bayerischer Generalleutnant
- Löwenstein-Wertheim-Rosenberg, Konstantin zu (1802–1838), deutscher Adliger, Erbprinz des Hauses Löwenstein-Wertheim-Rosenberg
- Löwenstein-Wertheim-Rosenberg, Maria Theresia zu (1870–1935), deutsche Adlige, durch Heirat Thronprätendentin von Portugal
- Löwenstern, Adelbert von (1817–1879), Königlich Dänischer Kammerherr und preußischer Militärjurist
- Löwenstern, Carl Otto von (1755–1833), deutsch-baltischer Landrat in russischen Diensten
- Löwenstern, Christian Ludwig von (1701–1754), deutscher Maler, Dichter und Komponist
- Löwenstern, Elard von (1886–1945), deutscher Generalmajor der Luftwaffe
- Löwenstern, Friedrich Gottlieb von, Verwaltungsjurist in erst württembergischem, dann hessen-darmstädtischen Staatsdienst, sowie Namensgeber der Löwengrube bei Altdorf
- Löwenstern, Georg Heinrich von (1786–1856), estländischer Soldat in russischen, später dänischen Diensten, zuletzt als Generalmajor, dänischer Generalkonsul in Brasilien und dänischer Gesandter in Wien
- Löwenstern, Heinrich Carl Ludwig von (1783–1843), deutsch-baltischer Diplomat in russischen Diensten und Vizegouverneur von Estland
- Löwenstern, Hermann Ludwig von (1749–1815), estländischer Gutsbesitzer und Landrat
- Löwenstern, Johann Elsener von, baden-durlachischer Haushofmeister, deutscher Reichs-Generalkriegskommissar
- Löwenstern, Johann Peter Eduard von (1790–1837), deutsch-baltischer Gutsbesitzer und Offizier in russischen Diensten, zuletzt als Generalmajor
- Löwenstern, Nikolaus Georg Bernhard von (1745–1779), deutscher Jurist, ao Professor der fürstlichen Universität Bützow
- Löwenstern, Woldemar Hermann von (1776–1858), livländischer Gutsbesitzer und Offizier in russischen Diensten
- Lowenthal Felstiner, Mary (* 1941), amerikanische Historikerin, Biografin von Charlotte Salomon
- Lowenthal, Alan (* 1941), US-amerikanischer Politiker der Demokratischen Partei
- Löwenthal, Emil (1835–1896), deutscher Maler
- Lowenthal, Ernst Gottfried (1904–1994), deutscher Publizist, Journalist, Redakteur und Volkswirt
- Löwenthal, Felix (1853–1929), deutscher Rechtsanwalt und Parlamentarier
- Löwenthal, Fritz (1888–1956), deutscher Politiker (KPD, SPD), MdR
- Löwenthal, Gerhard (1922–2002), deutscher Journalist
- Lowenthal, Jerome (* 1932), US-amerikanischer Pianist
- Löwenthal, Johann Jacob (1810–1876), britischer Schachmeister
- Löwenthal, Johann von (1803–1891), österreichischer Feldmarschalleutnant und Attaché
- Löwenthal, Justin (1893–1969), deutsch-US-amerikanischer Getreidegroßhändler und Opfer nationalsozialistischer Verfolgung
- Löwenthal, Ladislaus (1879–1942), österreichischer Geiger und Kapellmeister
- Löwenthal, Leo (1900–1993), deutscher Soziologe
- Lowenthal, Mark (* 1948), US-amerikanischer Publizist
- Löwenthal, Max von (1799–1872), österreichischer Schriftsteller und Funktionär im Postwesen
- Löwenthal, Richard (1908–1991), deutscher Politologe und Publizist
- Löwenthal, Tom (* 1954), niederländischer Komponist und Dirigent
- Lowenthal, Yuri (* 1971), US-amerikanischer Schauspieler und Synchronsprecher
- Löwenthal-Chlumecky, Max (1908–1995), österreichischer Diplomat
- Lowenthal-Hensel, Cécile (1923–2012), deutsche Historikerin
- Löwentraut, Leon (* 1998), deutscher Nachwuchskünstler
- Löwenwolde, Friedrich Johann von (1776–1832), livländischer Landmarschall
- Löwenwolde, Friedrich Kasimir von († 1769), russischer Diplomat und kaiserlicher General der Kavallerie
- Löwenwolde, Gerhard Johann von († 1723), Generalbevollmächtigter Peters I. in Livland und Estland

#### Lower
- Lower, Britt (* 1985), US-amerikanische Schauspielerin in Film und FernsehenBritt Lower (* 1985)

Britt Lower (* 1985)

- Lower, Christian (1740–1806), US-amerikanischer Politiker
- Løwer, Eldbjørg (* 1943), norwegische Politikerin der Venstre
- Lower, Geoffrey (* 1963), US-amerikanischer Schauspieler
- Löwer, Johannes (* 1944), Mediziner, Präsident des Paul-Ehrlich-Instituts
- Löwer, Lothar (* 1951), deutscher Fußballschiedsrichter
- Löwer, Peter (* 1944), deutscher Fußballspieler
- Lower, Richard (1631–1691), englischer Mediziner
- Lower, Richard (1929–2008), US-amerikanischer Kardiologe und Chirurg
- Lower, Wendy (* 1965), US-amerikanische Historikerin
- Löwer, Wolfgang (* 1946), deutscher Rechtswissenschaftler
- Løwert, Lis (1919–2009), dänische Schauspielerin
- Lowery, Clint (* 1971), US-amerikanischer Metal-Gitarrist
- Lowery, David (* 1980), US-amerikanischer Filmschauspieler, Regisseur, Drehbuchautor, Produzent, Kameramann und FilmeditorDavid Lowery (* 1980)

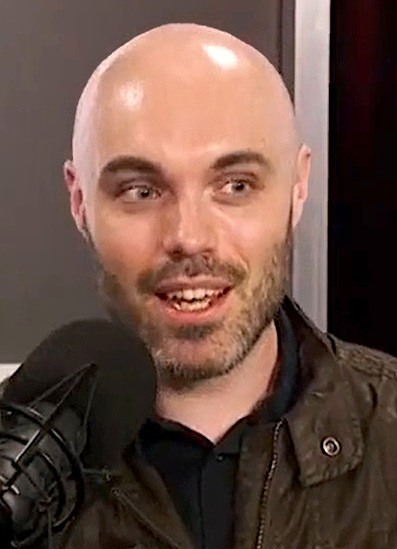
David Lowery (* 1980)

- Lowery, David (* 1984), englischer Fußballspieler
- Lowery, Evelyn Gibson (1925–2013), US-amerikanische Bürgerrechtlerin
- Lowery, George H. (1913–1978), US-amerikanischer Ornithologe und Mammaloge
- Lowery, Joseph (1921–2020), US-amerikanischer Pfarrer der Evangelisch-methodistischen Kirche und ein Leiter der US-amerikanischen Bürgerrechtsbewegung
- Lowery, Lou R. (1916–1987), US-amerikanischer Soldat des US Marine Corps und Kriegsfotograf im Zweiten Weltkrieg
- Lowery, Robert (1913–1971), US-amerikanischer Schauspieler
- Lowery, William David (* 1947), US-amerikanischer Politiker

#### Lowes
- Lowes, Katie, US-amerikanische SchauspielerinKatie Lowes

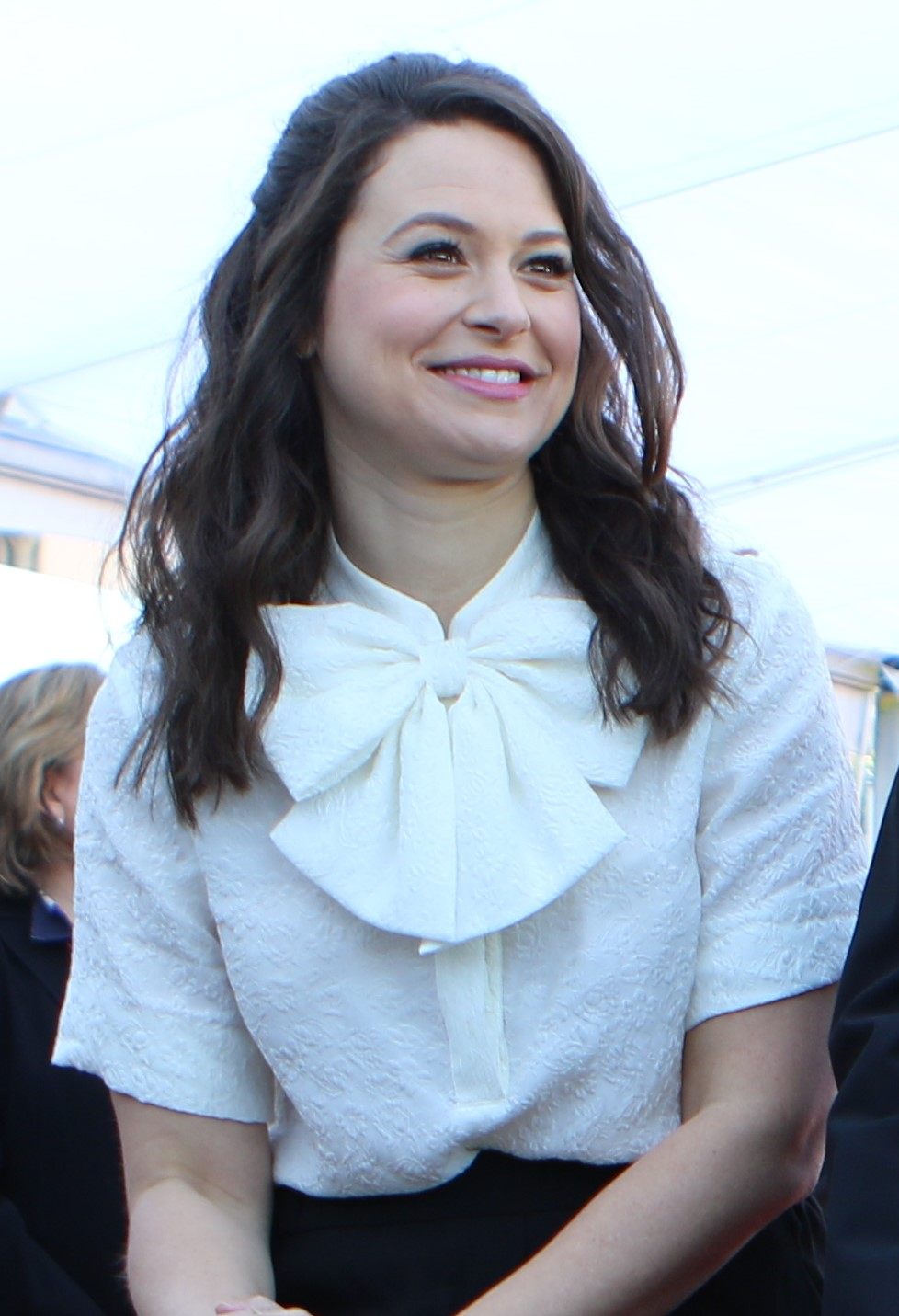
Katie Lowes

- Lowes, Sam (* 1990), britischer Motorradrennfahrer

#### Lowey
- Lowey, Nita (1937–2025), US-amerikanische Politikerin (Demokratische Partei)

#### Lowez
- Lowezki, Wladimir Nikolajewitsch (* 1951), sowjetischer Sprinter

### Lowf
- Lowfire, Leila (* 1992), deutsche Podcasterin, Model und Schauspielerin

### Lowi
- Löwi, Moritz (1891–1942), deutschamerikanischer Philosoph und Hochschullehrer
- Lowi, Theodore J. (1931–2017), US-amerikanischer Politikwissenschaftler und Hochschullehrer
- Lowie, Jules (1913–1960), belgischer Radrennfahrer
- Lowie, Robert H. (1883–1957), US-amerikanischer Anthropologe
- Lowien, Merve (1937–1992), deutsche Autorin und Verlegerin
- Lowien, Otto, deutscher Fußballspieler
- Löwig, Carl (1803–1890), deutscher Chemiker
- Lowig, Emil (* 1902), deutscher Hochschullehrer für Acker- und Pflanzenbau, Rektor der Landwirtschaftlichen Hochschule Hohenheim
- Lowig, Georg (1888–1967), deutscher Politiker (SPD), MdL Bayern und Landrat
- Löwig, Heinrich (1904–1995), tschechisch-kanadischer Mathematiker
- Löwigt, Paul (1873–1934), Bürgermeister in Lübeck
- Löwik, Gerben (* 1977), niederländischer Radrennfahrer
- Lowin, Heinz (1938–1987), deutscher Fußballspieler
- Lowin, Oliver (* 1974), deutscher Politiker (SPD), MdL
- Lowin, Patricia (* 1972), deutsche Büttenrednerin
- Löwinger, Gretl (1919–1973), österreichische Volksschauspielerin, Autorin und Regisseurin
- Löwinger, Guggi (1939–2018), österreichische Sängerin und TänzerinGuggi Löwinger (1939–2018)

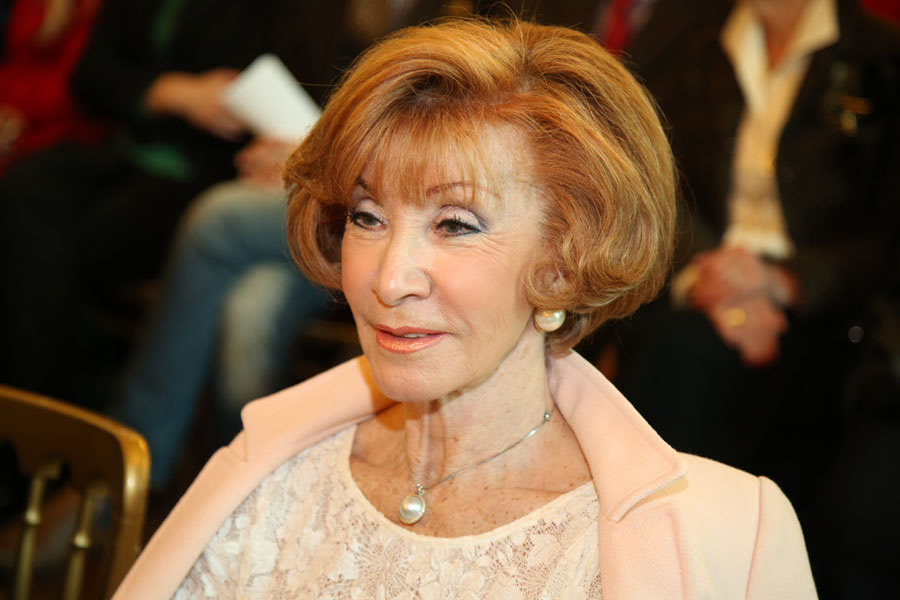
Guggi Löwinger (1939–2018)

- Löwinger, Liesl (1918–1980), österreichische Volksschauspielerin und Komödiantin
- Löwinger, Paul (1904–1988), österreichischer Volksschauspieler
- Löwinger, Paul junior (1949–2009), österreichischer Schriftsteller, Regisseur, Schauspieler und Theaterleiter
- Lowinger, Roland (* 1948), deutscher Karateka, Sportfunktionär
- Löwinger, Sepp (1900–1990), österreichischer Volksschauspieler und Komödiant
- Löwinger, Sissy (1940–2011), österreichische Sängerin und Schauspielerin
- Löwinger, Wilhelm (1916–2013), österreichischer Eisschnellläufer
- Lowinsky, Edward (1908–1985), US-amerikanischer Musikwissenschaftler
- Lowinsky, Erich (1893–1978), deutschamerikanischer Kabarettist
- Löwis of Menar, Andreas von (1777–1839), baltischer Autor, Zeichner und Historiker
- Löwis of Menar, Friedrich von (1767–1824), russischer Generalleutnant, Landespolitiker
- Löwis of Menar, Gotthard August von (1801–1849), Kreistagsabgeordneter, Gerichtspräsident
- Löwis of Menar, Henning von (* 1948), deutscher Publizist, Journalist und Redakteur
- Löwis of Menar, Karl Woldemar von (1855–1930), baltendeutscher Historiker
- Löwis of Menar, Olaf von (* 1954), deutscher Politiker (CSU)
- Löwis of Menar, Oskar von (1830–1885), russischer Generalmajor der Kaiserlichen Russischen Armee
- Löwis of Menar, Peter Frommhold von (1769–1829), Agrarpolitiker, Hakenrichter
- Löwis of Menar, Reinhold Friedrich von (1731–1794), russischer Generalmajor
- Löwis of Menar, Thomas von (* 1947), deutscher Rennfahrer, Geschäftsführer
- Löwis, Else von (1880–1961), deutsche Gutsherrin, NS-Frauenschaftführerin
- Lowis, Nash (* 1999), australischer Speerwerfer
- Löwisch, Georg (* 1974), deutscher Journalist
- Löwisch, Henriette (* 1965), deutsche Journalistin
- Löwisch, Manfred (* 1937), deutscher Jurist, Hochschullehrer und Universitätsrektor
- Löwisch, Sigrun (* 1942), deutsche Politikerin (CDU), MdB
- Löwisch, Werner (1894–1971), deutscher Vizeadmiral
- Löwisohn, Salomo (1789–1821), Hebraist und Dichter der Aufklärungszeit
- Löwit, Ottokar (1864–1945), deutscher Eisenbahningenieur
- Löwith, Karl (1897–1973), deutscher Philosoph
- Löwith, Wilhelm (1861–1932), deutscher Maler
- Löwitsch, Klaus (1936–2002), deutscher SchauspielerKlaus Löwitsch (1936–2002)

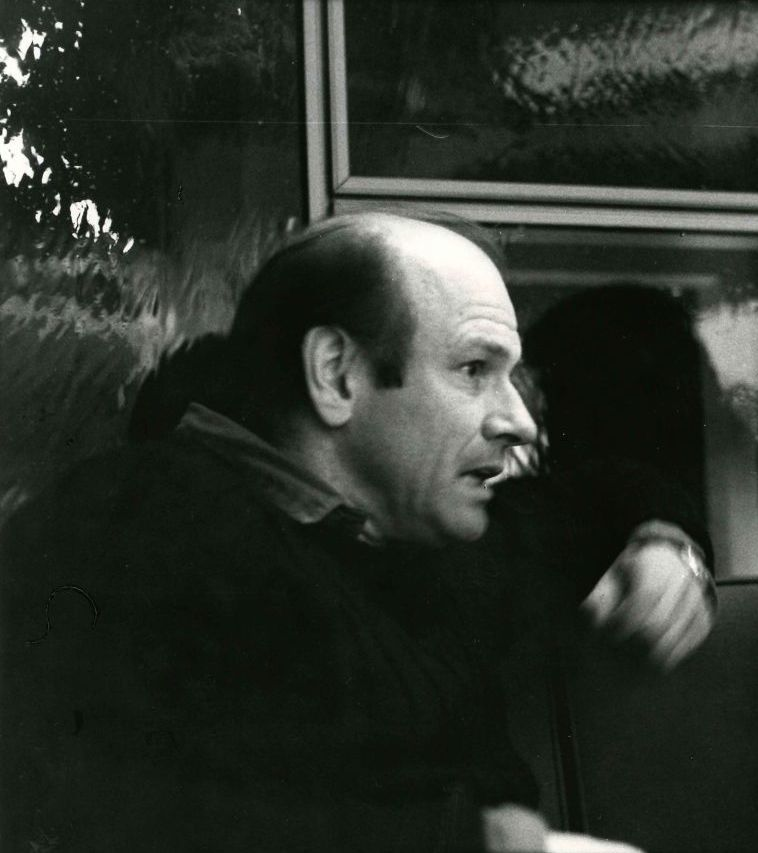
Klaus Löwitsch (1936–2002)

- Lowitz, Georg Moritz (1722–1774), Astronom, Physiker, Mathematiker und Kartograph
- Lowitz, Johann Tobias (1757–1804), deutsch-russischer Chemiker und Pharmazeut
- Lowitz, Siegfried (1914–1999), deutscher Schauspieler

### Lowk
- Lowka, Edith (1916–1989), deutsche Politikerin (SPD), MdA

### Lowl
- Löwl, Stefan (* 1974), deutscher Politiker (CSU)
- Lowlow (* 1993), italienischer Rapper

### Lowm
- Lowman, Annette, US-amerikanische Jazzsängerin
- Lowman, Seymour (1868–1940), US-amerikanischer Rechtsanwalt und Politiker

### Lown
- Lown, Bernard (1921–2021), US-amerikanischer Kardiologe und Friedensaktivist
- Lown, Bert (1903–1962), US-amerikanischer Jazz-Violinist, Komponist und Bigband-Leader
- Lowndes, Emma (* 1975), britische Schauspielerin
- Lowndes, Jason (1994–2017), australischer Radsportler
- Lowndes, Jessica (* 1988), kanadische Schauspielerin und SängerinJessica Lowndes (* 1988)

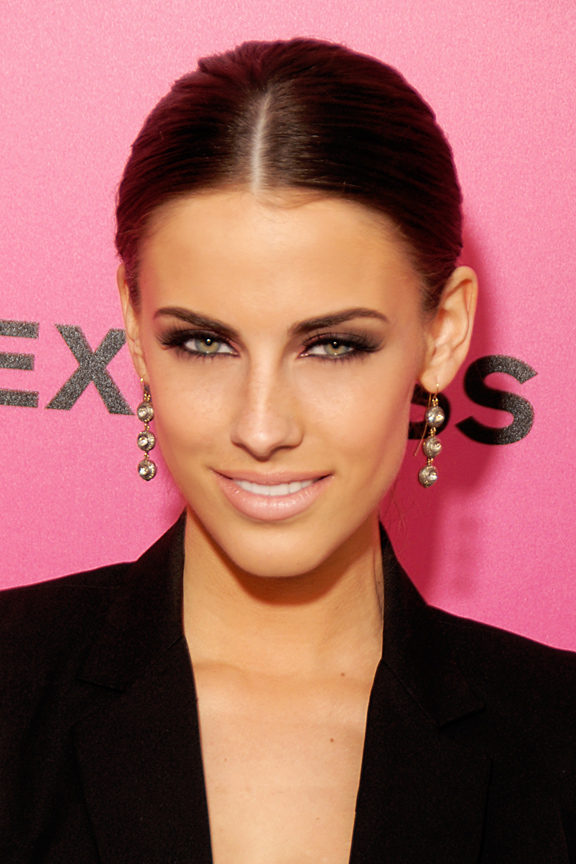
Jessica Lowndes (* 1988)

- Lowndes, Lloyd (1845–1905), US-amerikanischer Politiker, Gouverneur von Maryland
- Lowndes, Marie Adelaide Belloc (1868–1947), britische Schriftstellerin
- Lowndes, Mary (1856–1929), britische Glasmalerin, Plakatkünstlerin und Suffragette
- Lowndes, Rawlins (1721–1800), US-amerikanischer Politiker
- Lowndes, Robert W. (1916–1998), amerikanischer Science-Fiction-Autor und -Herausgeber
- Lowndes, Thomas (1766–1843), US-amerikanischer Politiker
- Lowndes, William (1782–1822), US-amerikanischer Politiker
- Lownoise, Charly (* 1968), niederländischer MusikerCharly Lownoise (* 1968)

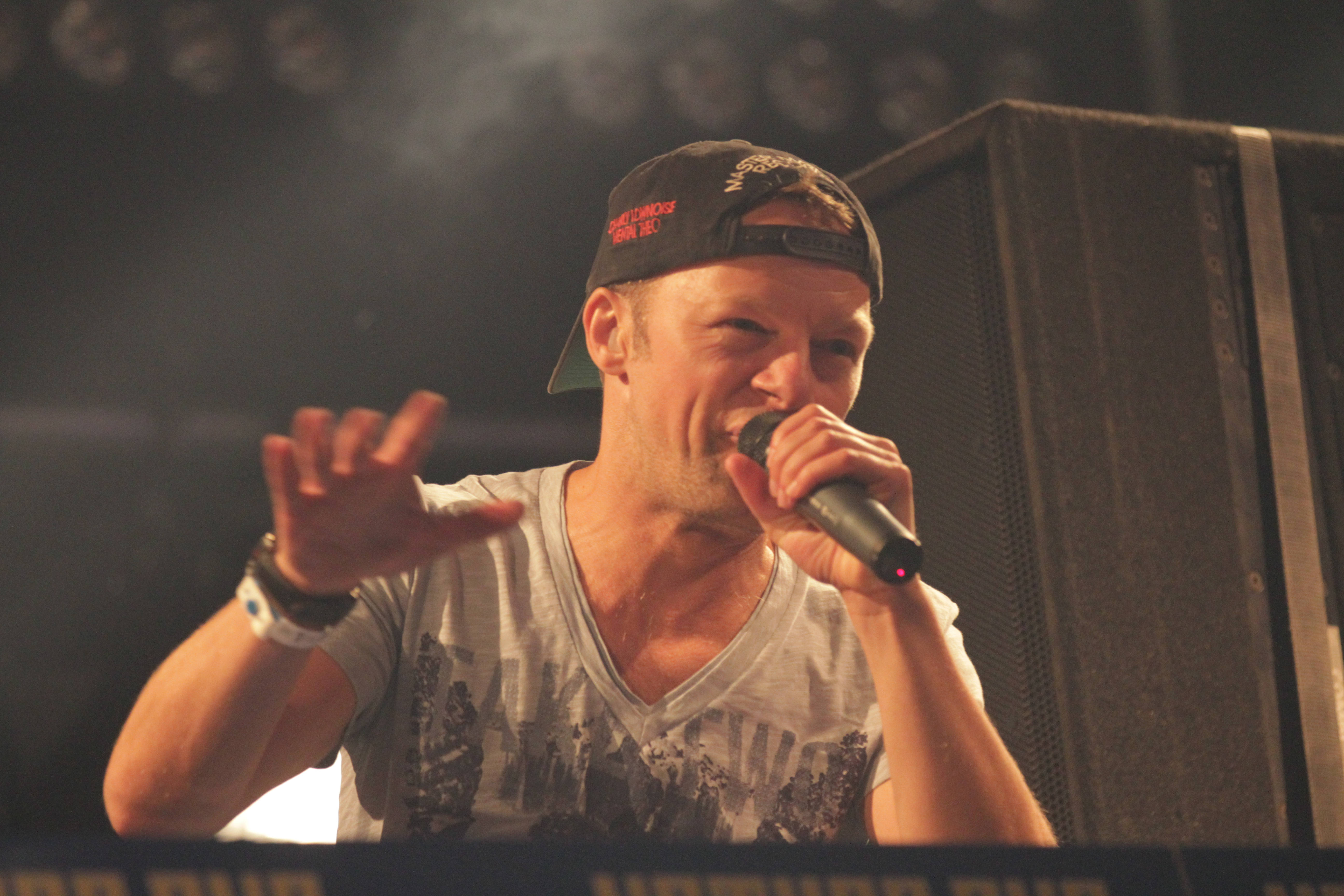
Charly Lownoise (* 1968)

### Lowo
- Lowo Khenchen Sönam Lhündrub (1456–1532), tibetisch-buddhistischer Gelehrter

### Lowr
- Lowrance, Robert (* 1954), amerikanisch-samoanischer Segler
- Lowrey, Bill G. (1862–1947), US-amerikanischer Politiker
- Lowrey, Christopher (* 1984), US-amerikanischer Opernsänger (Countertenor)
- Lowrey, Norman (* 1944), US-amerikanischer Komponist, Aktionskünstler und Musikpädagoge
- Löwrick, Karl (1894–1945), deutscher Offizier, zuletzt Generalleutnant im Zweiten Weltkrieg
- Lowrie, Allen (1948–2021), australischer Botaniker
- Lowrie, Walter (1784–1868), US-amerikanischer Politiker
- Lowry, Adam (* 1993), US-amerikanisch-kanadischer Eishockeyspieler
- Lowry, Alex (* 2003), schottischer Fußballspieler
- Lowry, Alison, irische Glaskünstlerin
- Lowry, Dave (* 1965), kanadischer Eishockeyspieler und -trainer
- Lowry, Dick (* 1944), US-amerikanischer Regisseur
- Lowry, Fiona (* 1974), australische Malerin
- Lowry, Glenn D. (* 1954), US-amerikanischer Kunsthistoriker und Museumsleiter
- Lowry, Henry Berry, indianischer Anführer des Lowry-Krieges
- Lowry, Joel (* 1991), kanadischer Eishockeyspieler
- Lowry, John, kanadischer Geiger und Musikpädagoge
- Lowry, Kyle (* 1986), US-amerikanischer Basketballspieler
- Lowry, Lawrence Stephen (1887–1976), britischer Maler
- Lowry, Lois (* 1937), US-amerikanische AutorinLois Lowry (* 1937)

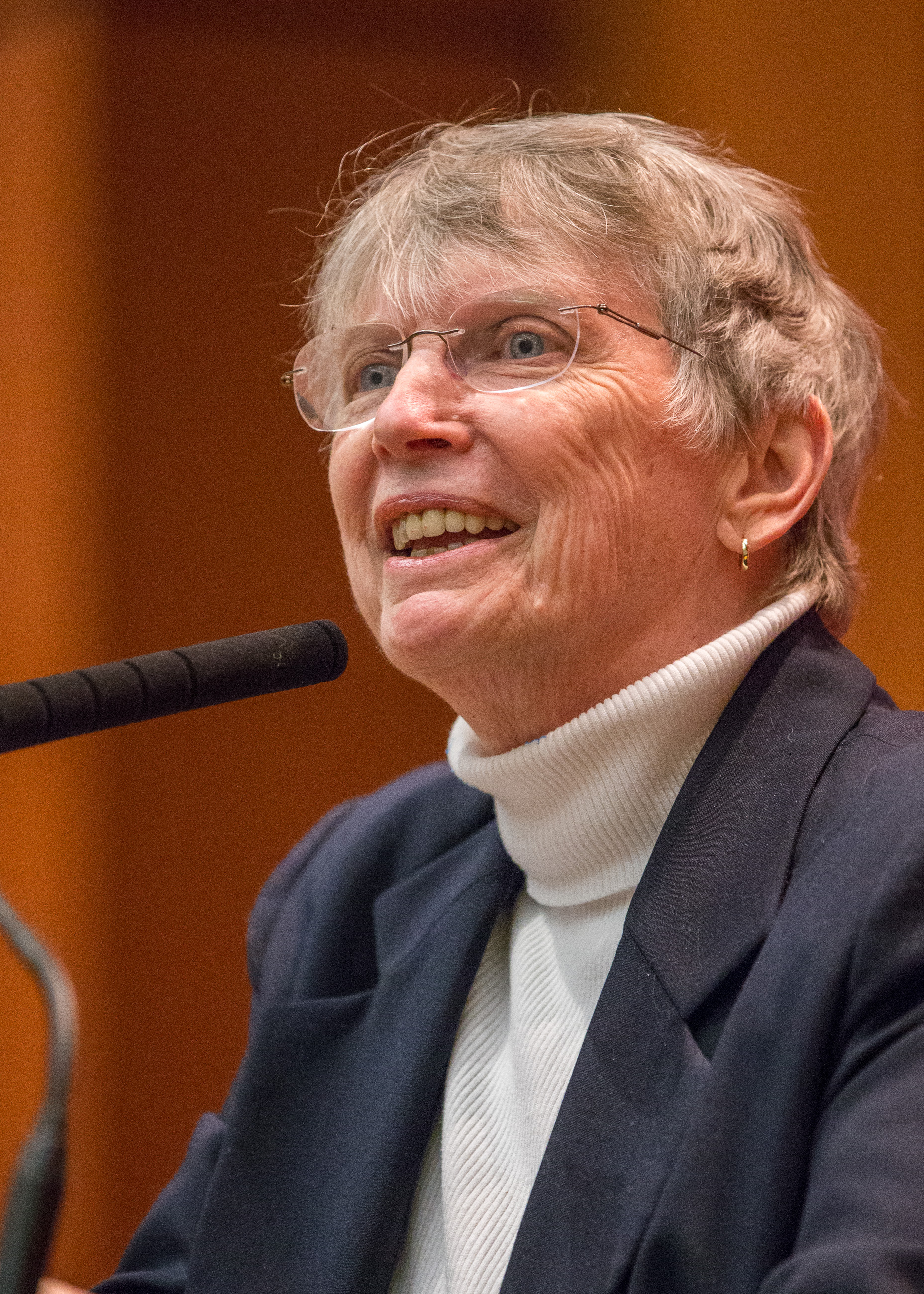
Lois Lowry (* 1937)

- Lowry, Lynn (* 1947), US-amerikanische Schauspielerin
- Lowry, Malcolm (1909–1957), englischer Schriftsteller
- Lowry, Mark (* 1958), US-amerikanischer Sänger, Songwriter und Komiker
- Lowry, Martin (1874–1936), englischer Chemiker
- Lowry, Michael (* 1954), irischer Politiker (Fine Gael)
- Lowry, Mike (1939–2017), US-amerikanischer Politiker
- Lowry, Morton (1914–1987), britischer Schauspieler
- Lowry, Oliver (1910–1996), US-amerikanischer Molekularbiologe
- Lowry, Peter (* 1985), US-amerikanischer Fußballspieler
- Lowry, Robert (1824–1904), US-amerikanischer Politiker
- Lowry, Robert (1826–1899), US-amerikanischer Literaturprofessor, baptistischer Geistlicher und Komponist zahlreicher Erweckungslieder
- Lowry, Robert (1831–1910), US-amerikanischer Politiker aus dem Bundesstaat Mississippi
- Lowry, Robert (1919–1994), US-amerikanischer Schriftsteller
- Lowry, Robert, Baron Lowry (1919–1999), britischer Jurist
- Lowry, Shane (* 1987), irischer GolfspielerShane Lowry (* 1987)

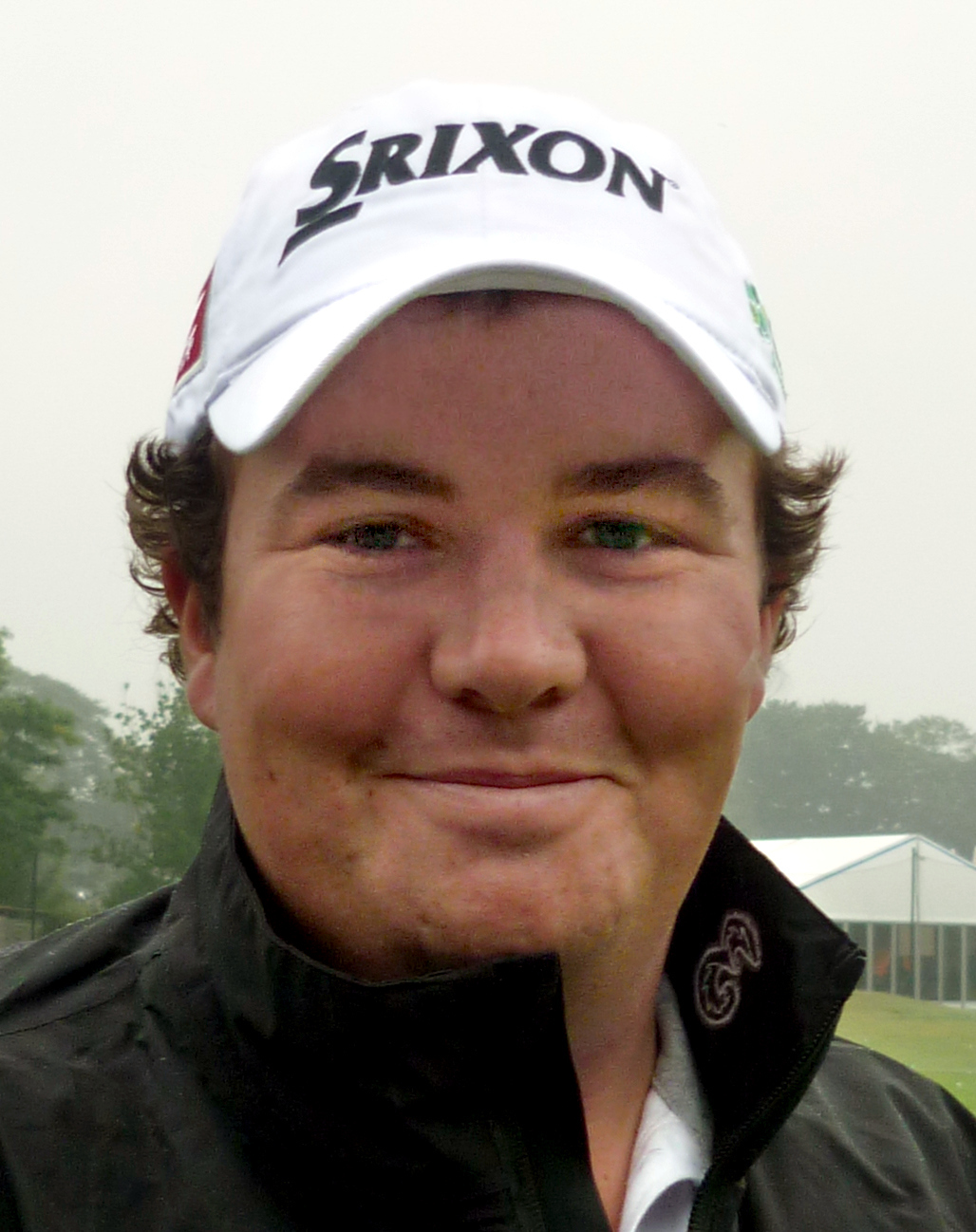
Shane Lowry (* 1987)

- Lowry, Shane (* 1989), irisch-australischer Fußballspieler
- Lowry, Thomas (1843–1909), amerikanischer Geschäftsmann und Unternehmer
- Lowry-Corry, Armar, 3. Earl Belmore (1801–1845), britischer Politiker, Mitglied des House of Commons
- Lowry-Corry, Henry Thomas (1803–1873), britischer Politiker, Mitglied des House of Commons
- Lowry-Corry, Henry William (1845–1927), britischer Politiker, Mitglied des House of Commons
- Lowry-Corry, Somerset, 2. Earl Belmore (1774–1841), irischer Adliger, Gouverneur von Jamaika, Mitglied des House of Commons
- Lowry-Corry, Somerset, 4. Earl Belmore (1835–1913), irischer Adliger und Gouverneur von New South Wales

### Lows
- Lowson, Christopher (* 1953), britischer Theologe; Bischof von Lincoln
- Löwstädt-Åström, Eva (1864–1942), schwedische Malerin und Grafikerin
- Löwstädt-Chadwick, Emma (1855–1932), schwedische Malerin

### Lowt
- Lowth, Robert (1710–1787), englischer anglikanischer Bischof und Hochschullehrer
- Lowther, Gerard (1858–1916), britischer Diplomat
- Lowther, Henry (* 1941), britischer Jazzmusiker
- Lowther, James, 1. Viscount Ullswater (1855–1949), britischer Politiker (Liberal Party), Mitglied des House of Commons und Sprecher des Unterhauses
- Lowther, Katherine (1653–1713), englische Adlige
- Lowther, Nicholas, 2. Viscount Ullswater (* 1942), britischer Politiker
- Lowther, Toupie (1874–1944), britische Tennisspielerin
- Lowthorpe, Philippa (* 1961), britische Filmregisseurin und Drehbuchautorin
- Lowton, Matthew (* 1989), englischer Fußballspieler
- Lowtschew, Alexei Wladimirowitsch (* 1989), russischer Gewichtheber
- Lowtschew, Jewgeni Serafimowitsch (* 1949), sowjetischer Fußballspieler und -trainer
- Lowtzky, Fanny (1873–1965), israelische Psychoanalytikerin
- Lowtzow, Anton von, Kunstmaler, der in Bremen lebte und wirkte (1842–1855)
- Lowtzow, Carl Friedrich von (1741–1789), deutscher Verwaltungsbeamter
- Lowtzow, Christoph Hartwig von (1750–1830), deutscher Verwaltungsjurist in dänischen Diensten, Publizist und Übersetzer
- Lowtzow, Dirk von (* 1971), deutscher Musiker, Sänger und Gitarrist der Rockband TocotronicDirk von Lowtzow (* 1971)

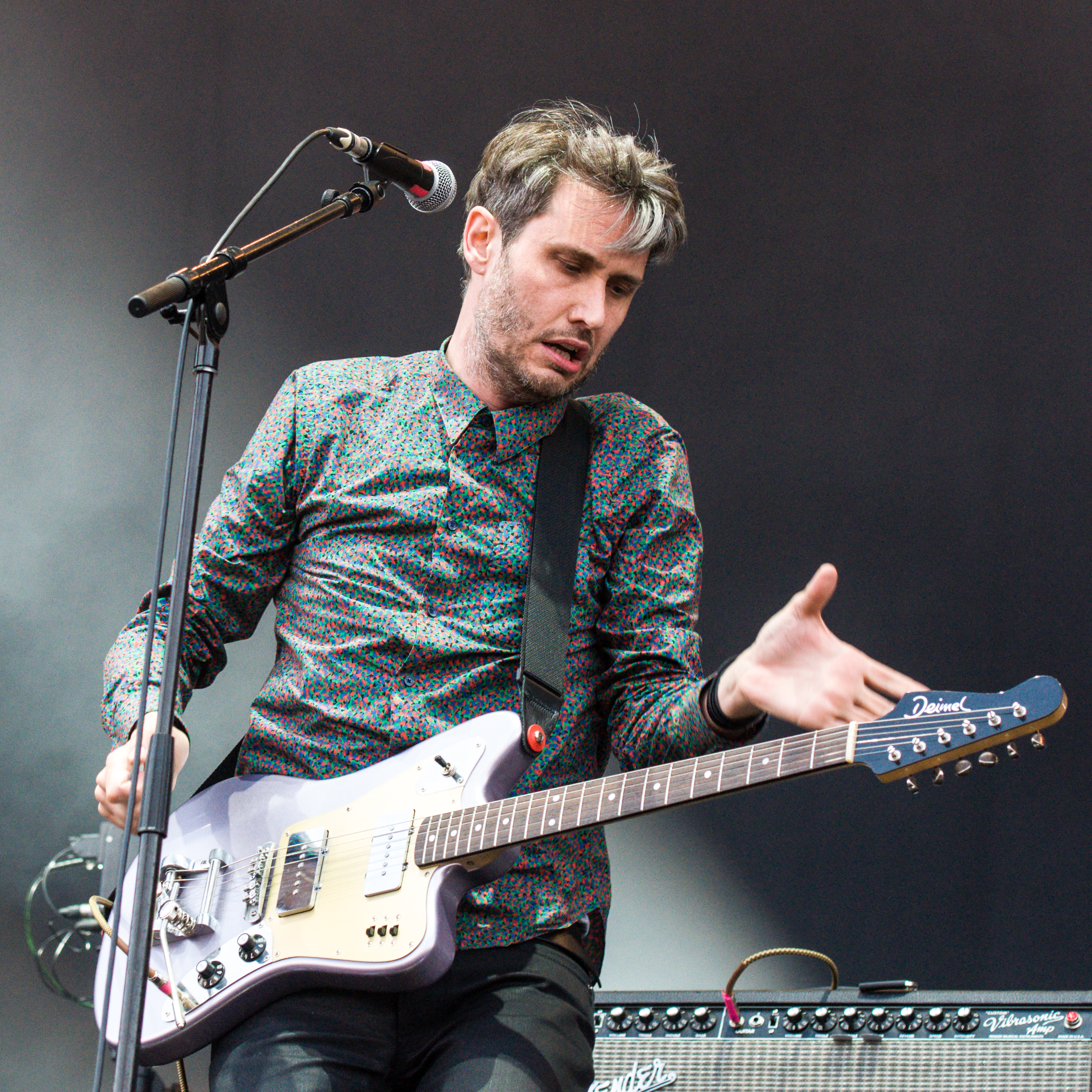
Dirk von Lowtzow (* 1971)

### Lowy
- Lowy, Douglas R. (* 1942), US-amerikanischer Virologe und Onkologe
- Lowy, Frank (* 1930), australischer Unternehmer
- Löwy, Franz (1883–1949), österreichischer Fotograf
- Lowy, Frederick (* 1933), kanadischer Psychiater und Wissenschaftler
- Löwy, Fritzi (1910–1994), österreichische Schwimmerin
- Löwy, Hans (1907–1993), österreichischer Tischtennisspieler und Unternehmensgründer
- Löwy, Ida (1880–1938), österreichische Pädagogin und Individualpsychologin
- Löwy, Jizchak (1887–1942), polnischer Schauspieler
- Löwy, Josef (1834–1902), österreichischer k.u.k. Hoffotograf und Verleger
- Lowy, Louis (1920–1991), deutscher und amerikanischer Sozialwissenschaftler
- Löwy, Michael (* 1938), marxistischer Soziologe und Philosoph

### Lowz
- Lowzow, Wenche (1926–2016), norwegische Politikerin der Høyre
- Łowżył, Zbigniew (* 1965), polnischer Komponist, Schlagzeuger, Pianist und Musikpädagoge